# La fabbrica del consenso
La fabbrica del consenso. La politica e i mass media (Manufacturing Consent: The Political Economy of the Mass Media) è un saggio del 1988 scritto a quattro mani da Edward S. Herman e Noam Chomsky, in cui dapprima viene sviluppata la teoria del modello di propaganda per poi applicarla ad una serie di casi studio.
L'intento dei due autori è quello di mostrare come nell'odierna società neo-capitalistica statunitense i mass media siano "delle potenti ed efficaci istituzioni ideologiche che compiono una funzione di propaganda supportiva del sistema in cui si trovano, causata da una dipendenza dal mercato in cui sono situate, da presupposti interiorizzati, auto-censura e con una coercizione occulta".
L'analisi incrocia l'attività dei mass media con la politica degli Stati Uniti ottenendo un sistema dell'informazione che diventa vero e proprio strumento di governo il cui fine ultimo non è tanto il resoconto di fatti e avvenimenti quanto la costruzione del consenso. Prendendo come esempio la storia di alcuni stati dell'America Centrale come Guatemala, Nicaragua e El Salvador, ma anche la guerra in Vietnam, l'atteggiamento dei media risulta ampiamente polarizzato tra vittime "degne" o "indegne", elezioni "legittimate" o "insignificanti" e scelte politiche considerate "democratiche" anche se sono emanate da governi sanguinari e repressivi.

## Storia editoriale

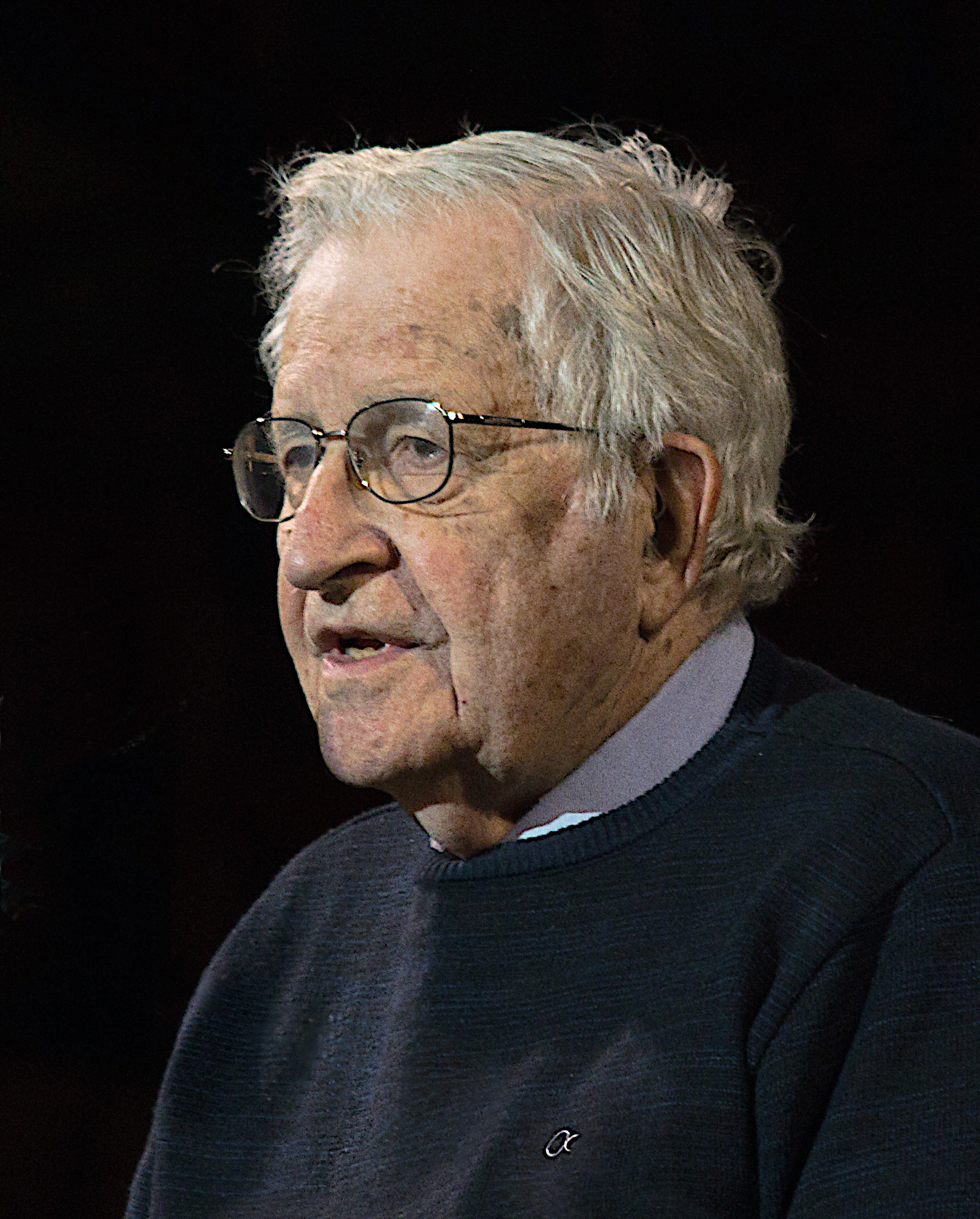
Noam Chomsky

Edito per la prima volta nel 1988 dalla Pantheon Books di New York col titolo Manufacturing Consent, in Italia è stato pubblicato per la prima volta da Marco Tropea editore nel 1998. L'edizione italiana aggiunge in appendice un saggio dal titolo Lo specchio in pezzi: il caso italiano, scritto da Alberto Leiss e Letizia Paolozzi, che analizza l'atteggiamento dei media italiani nei confronti dei grandi eventi politici e di cronaca.

## Struttura
1. Il modello di propaganda
2. Non tutte le vittime sono uguali
3. Elezioni del terzo mondo: strumento di legittimazione o evento privo di significato? Il caso di El Salvador, Guatemala e Nicaragua
4. Il complotto KGB-Bulgaria per l'uccisione del papa: la disinformazione del mercato libero come notizia
5. Le guerre di Indocina: il Vietnam
6. Le guerre di Indocina: Laos e Cambogia
7. Conclusioni
8. Appendice
  1. Le elezioni in Guatemala nei rapporti degli osservatori ufficiali degli Stati Uniti
  2. Sintesi finale di Tagliabue sul complotto Bulgaro
  3. Braestrup e la sua "Big Story": alcune esclusive dalla Freedom House
9. Lo Specchio in Pezzi: il caso italiano, di Alberto Leiss e Letizia Paolozzi

## Contenuti

### 1 - Il modello di propaganda
Quando pensiamo alla funzione dei media non dobbiamo intenderli come un semplice sistema di trasmissione di informazioni più o meno interessanti, quanto piuttosto come un mezzo per diffondere a un pubblico valori e codici di comportamento legati a un determinato gruppo sociale. Nella società capitalista per ottenere quest'ultimo obiettivo occorre agire attraverso un modello di propaganda.

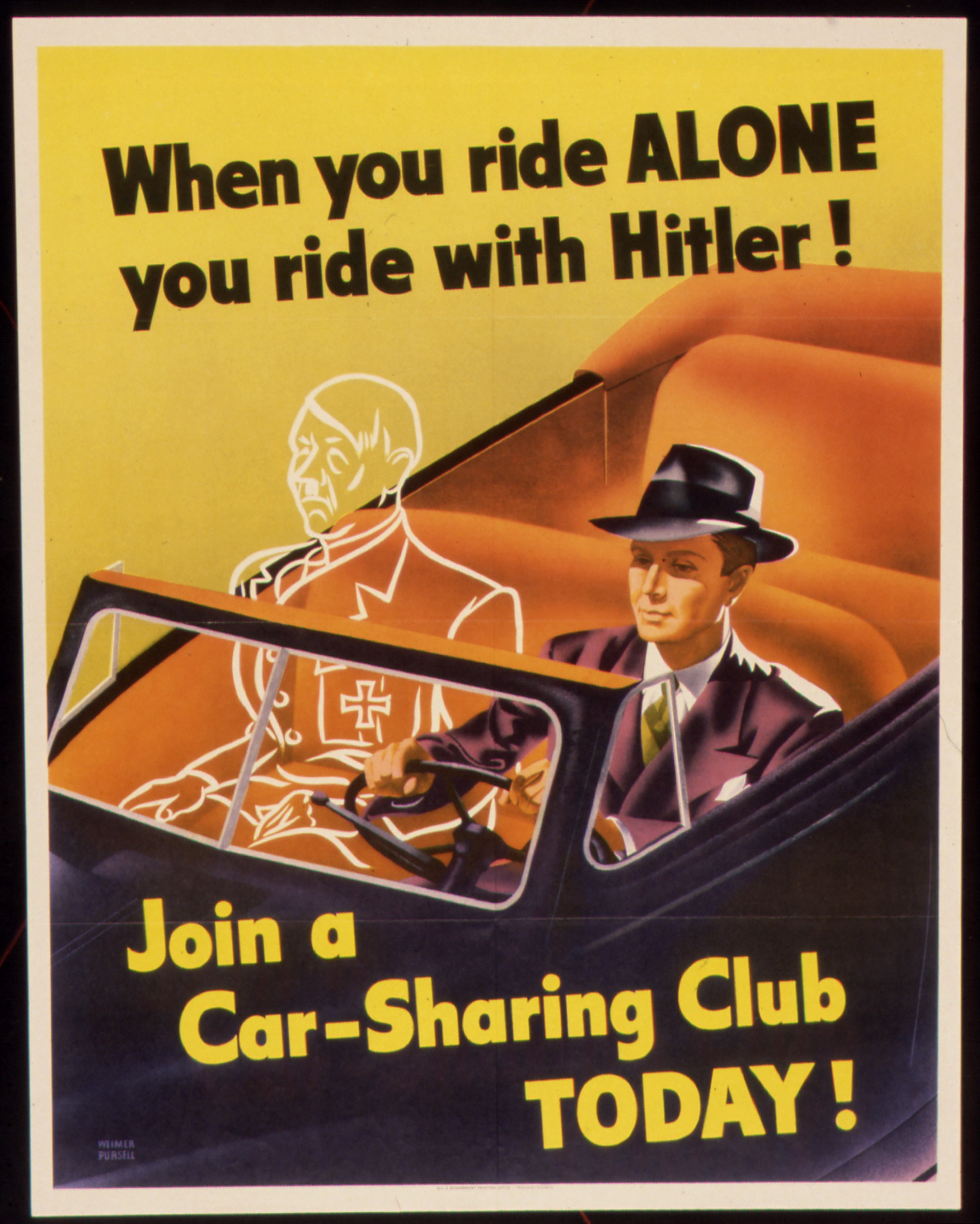
Poster di propaganda americana per risparmiare carburante pubblicato durante la Seconda Guerra Mondiale

Il modello delineato, in questo caso funziona attraverso un sistema di filtri:
1. dimensione, proprietà e orientamento al profitto dei mass media
2. ruolo primario delle pubblicità come fonte di finanziamento
3. uso fiduciario delle informazioni fornite dal governo, dal mondo delle imprese e da "esperti" sovvenzionati e riconosciuti dalle fonti di finanziamento.
4. campagne polemiche per disciplinare i media
5. anticomunismo "come religione nazionale" e meccanismo di controllo

#### 1.1 Dimensione, proprietà e orientamento al profitto dei mass media
Il primo filtro è determinato dal fatto che la possibilità di accedere a una certa diffusione sia limitato dalla notevole dimensione degli investimenti necessari. La necessità di ingenti capitali per mantenersi competitivi all'interno di un mercato in continua evoluzione come quello dei mass media, a partire dalla fine della Seconda Guerra Mondiale, ha fatto sì che poche grandi aziende controllino la maggior parte delle testate giornalistiche, delle case editrici o delle trasmissioni televisive. Inizialmente legata sia a regimi fiscali vessatori e poi ai costi di industrializzazione sempre più alti, questa condizione ha di fatto tagliato fuori giornali politicamente schierati e realtà locali. Da una concentrazione di proprietà la conseguenza è stata che il controllo di queste società sia finito dapprima nelle mani dei detentori di grossi pacchetti azionari per poi essere assorbite all'interno di conglomerati con le quali ci si trova a dover condividere interessi con altre aziende.
La logica del profitto applicata ai media però, non è solo una questione amministrativa, riguarda anche i contenuti che vengono prodotti. Questo atteggiamento farà sì che ci si orienti verso argomenti che garantiscano un alto interesse del pubblico, quindi elevati margini di guadagno, o che favoriscano gli interessi degli azionisti/proprietari evitando invece tematiche che potrebbero essere divisive o allontanare l'audience. 
Altro elemento decisivo è la dipendenza delle società che gestiscono i mass media dalle decisioni del governo centrale. Quest'ultimo riesce a esercitare indirettamente una forma di controllo sia elargendo licenze e concessioni, ma anche attraverso tutto ciò che riguarda la gestione della cosa pubblica, come il regime fiscale o le politiche del lavoro.

#### 1.2 La pubblicità come licenza di stare sul mercato
L'evoluzione dei media ha portato il peso delle inserzioni pubblicitarie a diventare la primaria fonte di sostentamento dei giornali prima ancora degli introiti derivanti dalle copie vendute. Le pubblicazioni che facevano appoggio unicamente sulla tiratura, con l'aumento dei costi di produzione, non furono più in grado di mantenersi nonostante potessero contare su un grande numero di lettori. In questo senso si assiste a uno stravolgimento epocale: se un tempo il primo cliente era il pubblico pagante ora lo sono gli inserzionisti pubblicitari che concedendo o revocando le licenze assumono indirettamente il controllo dei media.
Per massimizzare la possibilità di vendere spazi pubblicitari, televisioni e giornali, hanno sviluppato un atteggiamento molto accondiscendente nei confronti degli sponsor, al punto che sono essi stessi a decidere la programmazione, favorendo le sorti dei diversi canali di trasmissione in base alla quantità di audience raggiungibile. 

#### 1.3 La scelta delle fonti
I media preferiscono affidarsi a fonti ufficiali, nel senso di governative o istituzionali, così come società o gruppi commerciali. Si parla in questo senso di affinità burocratica: "il bisogno di dati una burocrazia dell'informazione può essere soddisfatto solo da altre burocrazie". Affidarsi a questo tipo di fonti, da un lato riduce i costi investigativi mentre dall'altro si avvale delle garanzie offerte dalla presunta attendibilità dei governi prevenendosi così da eventuali accuse di imparzialità o dal pericolo di diffamazione.
A fronte di ciò, la comunicazione delle fonti ufficiali risulta accogliente, creando luoghi e contesti ad hoc in cui i giornalisti posso ottenere comunicati, organizzare interviste o servizi fotografici. Ma i centri di potere forniscono anche esperti o consulenti, spesso prelevati dal mondo accademico, che possono accreditare una determinata posizione con autorevolezza quasi inoppugnabile. 
Viceversa utilizzare fonti "non ufficiali", dissidenti o che riferiscono opinioni e fatti discordanti rispetto al sentire comune, può rivelarsi una scelta controproducente. Verificarne la credibilità potrebbe risultare economicamente svantaggioso perché così facendo si andrebbe a ledere indirettamente l'autorevolezza delle fonti istituzionalizzate che, se risentite, potrebbero minacciare ritorsioni nei confronti dei media che se ne servono.

#### 1.4 Attacchi polemici ai mass media e accreditamento delle posizioni di destra
Le reazioni a un articolo oppure a un servizio televisivo particolarmente controverso potrebbero generare un'ondata di dissenso che si può manifestare in diversi modi, lettere alla redazione o processi più o meno mediatici, ma nei casi più accesi anche proteste e minacce. In inglese flak: attacco verbale, critica spregiudicata o censura.
Quando le proporzioni di questi avvenimenti diventano abbastanza vaste, andando a toccare individui o gruppi di potere importanti, i media si trovano a dover gestire momenti di forte imbarazzo che in certi casi potrebbero diventare anche discretamente dispendiosi. A fronte di queste scelte editoriali potrebbero dover risponderne davanti a tribunali veri e propri, ma soprattutto si rischia che gli inserzionisti pubblicitari ritirino le loro offerte.

#### 1.5 Anti-comunismo come meccanismo di controllo
Con particolare riferimento alla cultura americana, lo spettro del comunismo è sempre stato uno strumento con cui si può attivare lo spirito di una popolazione contro un nemico invisibile e sfuggente. L'idea di base si appoggia contro chiunque faccia appello a scelte politiche che osteggiano coloro che detengono il potere economico, che minacciano anche solo velatamente la proprietà privata o che instaurino accordi con governi dichiaratamente comunisti. 
Di contro, tutto ciò tende a polarizzare il dibattito politico, indebolire i movimenti di sinistra, la lotta sindacale e paradossalmente spinge i liberali verso atteggiamenti reazionari per non essere confusi con movimenti filo sovietici. Per quanto riguarda il mondo dell'informazione, accertato un clima apertamente anti-comunista, la necessità di argomentare fatti e avvenimenti con prove concrete viene completamente smantellata dando come unica giustificazione l'incombente minaccia di un complotto rivoluzionario.

#### 1.6 Dicotomizzazione e campagne di propaganda
Gli avvenimenti gestiti dalle fonti primarie saranno indubbiamente avvantaggiati, tutte le altre fonti saranno viceversa penalizzate sia economicamente che in termini di credibilità: nel modello della propaganda, se una vicenda è ritenuta utile ed allineata con la politica di un governo, allora viene messa immediatamente in rilievo.
Temi e avvenimenti che non risultano compatibili con le posizioni istituzionalizzate sono destinati ad essere ignorati o rimossi, quelli coerenti con la linea di un governo invece saranno presentati dalle fonti ufficiali come verità assolute ed accettate acriticamente dai media. La dicotomia che viene a crearsi, da una lato vede la diffusione di ciò che è funzionale alla politica (sperando così di suscitare interesse o di indignazione nel pubblico), dall'altro si oscurano notizie che potrebbero ledere la credibilità di un governo o dei suoi sostenitori.

### 2 - Non tutte le vittime sono uguali
Facendo riferimento ai media statunitensi, viene dimostrato come il sistema di propaganda farà sì che alcune vittime siano più meritevoli di altre a fronte di una violenza pari o superiore. La disparità di trattamento ci mostrerà che chi viene perseguitato dai propri nemici sarà trattato alla stregua di un martire, quindi degno di un'alta considerazione, mentre le vittime causate dai propri alleati passeranno in secondo piano o non saranno affatto considerate. 

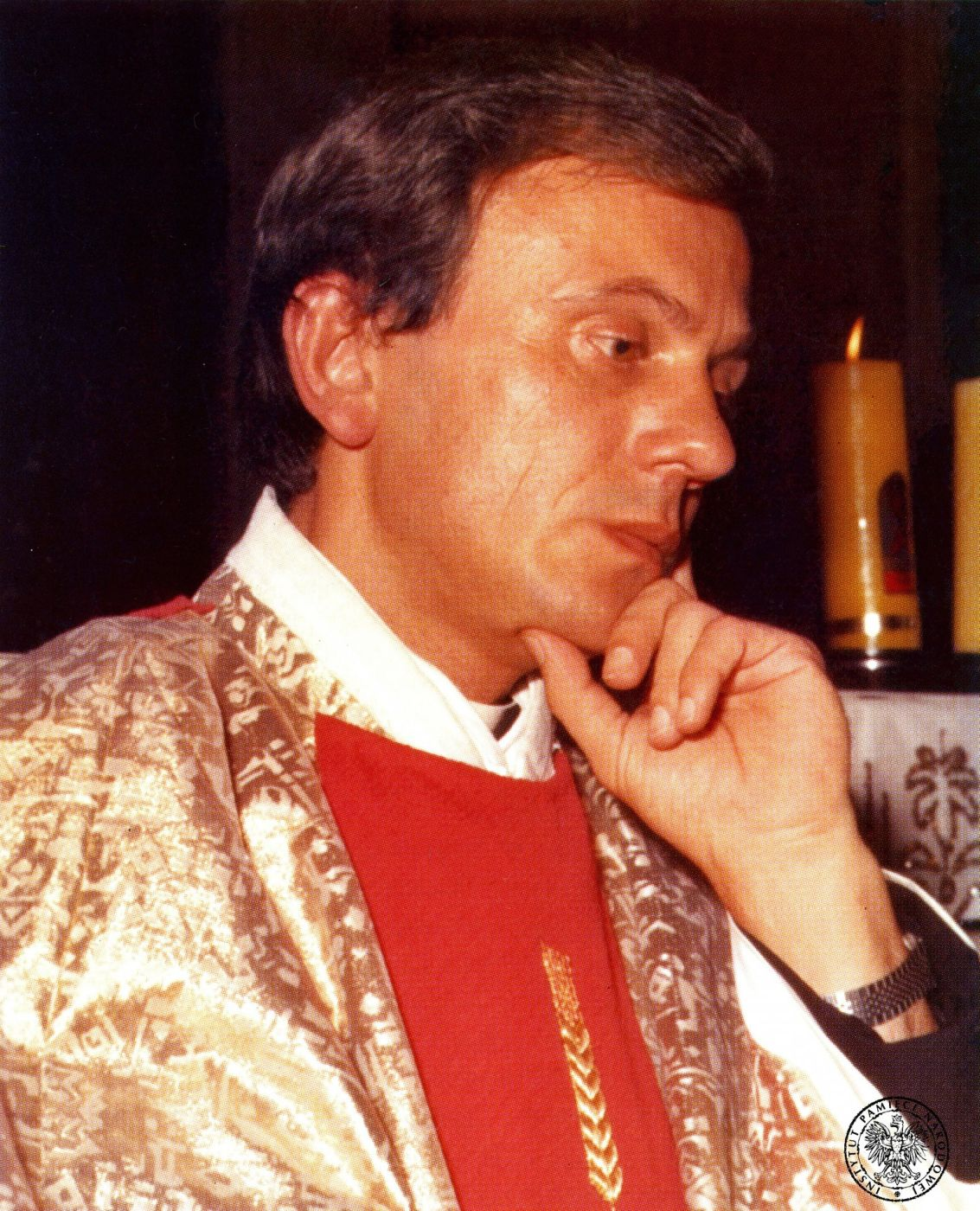
Jerzy Popiełuszko

#### 2.1 Jerzy Popieluszuko e cento perseguitati religiosi dell'America Latina: un esempio di disparità di trattamento
Come caso studio viene esaminata la copertura mediatica data all'omicidio di Jerzy Polieluszko avvenuto nell'ottobre del 1984, in confronto con numerosi religiosi uccisi in America Latina tra cui: 23 preti missionari in Guatemala tra il 1980 e 85, l'uccisione dell'Arcivescovo salvadoregno Oscar Romero nel 1980 e, sempre in El Salvador, quattro suore americane uccise nel dicembre dello stesso anno.

##### 2.1.1 Aspetti quantitativi dell'attenzione dei media
Tenendo conto di alcune delle più importanti testate americane: New York Times, Time, Newsweek e CBS News è possibile fare un confronto tra lo spazio concesso alla vicenda Popieluszko e altri religiosi uccisi in America Latina: tra cui 72 religiosi citati da Penny Lernoux nel suo libro Cry Of The People. Lo spazio dedicato al delitto del prete polacco, dieci articoli in prima pagina e tre editoriali, supera notevolmente quello di tutte le altre con un rapporto di 1 a 100. Nemmeno l'Arcivescovo Romero ebbe una copertura simile, tanto meno tre dei religiosi uccisi in Guatemala che erano cittadini americani ma neanche le 4 missionarie uccise in El Salvador, anche loro cittadine statunitensi.

##### 2.1.2 Trattamento del caso Popieluszko
Jerzy Popiełuszko era un forte sostenitore di Solidarność. Nell'ottobre del '94 venne rapito dalla polizia segreta polacca e il suo cadavere venne ritrovato diversi giorni dopo in una cisterna. Nonostante l'apparente distanza del caso dalla realtà degli Stati Uniti, il livello di attenzione fu altissimo: al punto che si potrebbe pensare che tale rilievo sia stato creato appositamente per sottolineare il lato politico della vicenda. Questo è avvenuto in netto contrasto con altre vittime non meritevoli delle stesse attenzioni per diversi motivi.
- Completezza e reiterazione dei dettagli dell'omicidio e delle lesioni inflitte alla vittima: i servizi dedicati a Popiełuszko sono ricchi di dettagli, anche cruenti.
- Accentuazione dell'indignazione, della commozione e della domanda di giustizia: si è posto l'accento sul fatto che fosse proprio la popolazione a richiedere un'azione legale per indurre così il governo polacco a intervenire.
- Ricerca delle responsabilità ai vertici: in 18 articoli del New York Times ci si interroga fino a che livello, nella catena di comando, si era a conoscenza di ciò che si stava compiendo
- Conclusioni e integrazione finale: sul caso il New York Times ha dedicato 3 editoriali in cui si possono notare espressioni come "Polonia omicida" ma anche altri aggettivi come "assassina", "disumana" e "brutale".

#### 2.2 Rutilio Grande e le 72 vittime non meritevoli di considerazione
Tra le 72 vittime citate da Penny Lernoux nel suo Cry fo The people, solo nove sono state considerate dai media americani, delle altre '63 nessuna traccia. La morte di padre Rutilio Grande, ucciso a colpi d'arma da fuoco il 12 marzo del 1977, segnò una tappa notevole nell'escalation di violenza in El Salvador. Il parroco era una figura nota nel suo paese, sia per aver aiutato alcuni contadini ad organizzarsi in gruppi di mutuo soccorso sia per i suoi rapporti con l'arcivescovo Romero. Quest'ultimo, venuto a sapere della morte di Rutilio scrisse all'allora presidente Molina per sollecitare le indagini sull'accaduto minacciando di sospendere ogni attività ufficiale fintanto che il caso non fosse risolto. Vista la reticenza delle indagini ufficiali la Chiesa decise di condurre delle indagini autonomamente dimostrando che le pallottole usate erano le stesse utilizzate dalla polizia.
L'uccisione di Rutilio Grande per molti versi non fu una casualità dato che il governo aveva già espulso diversi preti stranieri e c'erano già stati diversi omicidi di uomini di chiesa. Nonostante il clima di repressione e gli appelli dell'arcivescovo Romero, la morte di Rutilio non raggiunse mai il vasto pubblico ma fu citata soltanto da Newsweek. 

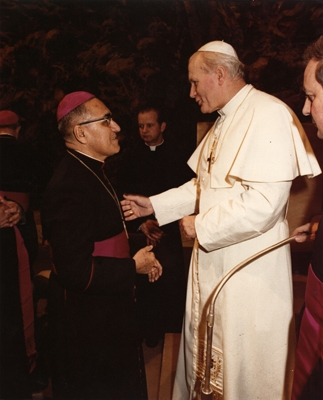
L'arcivescovo Oscar Romero mentre incontra Papa Giovanni Paolo II nel maggio del 1979

#### 2.3 L'Arcivescovo Oscar Romero
La morte dell'arcivescovo Romero fu un evento con implicazioni politiche enormi: era stato eliminato il più importante oppositore alla politica repressiva del governo salvadoregno. Il prelato però già da tempo era diventato un bersaglio degli squadroni della morte al servizio dell'esercito e dei servizi segreti, attaccati durante la sua ultima omelia. Ma Romero si procurò l'ostilità anche del presidente Carter invitandolo a interrompere l'invio di aiuti alla giunta rivoluzionaria che stava al governo: in tutta risposta il Presidente americano scrisse al papa per mettere a tacere l'arcivescovo.

##### 2.3.1 Particolari sull'omicidio e sulle reazioni del pubblico
I media americani parlarono dell'accaduto in maniera abbastanza sbrigativa, senza troppi particolari. Il New York Times non pubblicò alcun editoriale che menzionasse l'evento e venne trattato come un delitto politico perpetrato da parte di estremisti.

##### 2.3.2 La linea della propaganda: la giunta riformista è impegnata a contenere la violenza di destra e di sinistra
Il terrorismo di stato salvadoregno durante il periodo in cui l'arcivescovo Oscar Romero viene assassinato, è raccontato piuttosto come opera di estremisti politici. Il governo di El Salvador d'altra parte, dopo il colpo di Stato del '79, agli occhi dei media occidentali viene ritratto come una giunta riformista, nonostante lo stesso arcivescovo avesse denunciato un aumento della violenza come mai in precedenza. La nuova giunta di El Salvador era vista come un promettente governo riformatore che si stava prodigando per sedare una guerra civile tra estremisti politici. Questo benché gran parte dei funzionari statali progressisti stessero rinunciando ai loro incarichi di fronte al dilagare della violenza. 
Il giorno del funerale dell'Arcivescovo, sulla folla che stava partecipando alla funzione, vennero sparati colpi di arma da fuoco e venne fatto esplodere un ordigno: morirono quaranta persone. La versione ufficiale fornita dall'ambasciatore americano Robert White fu che "terroristi armati di estrema sinistra hanno seminato il panico tra la folla". Il New York Times in diverse occasioni riporterà la stessa versione dei fatti fornitagli dal governo, che dichiarava di aver comandato a tutti i militari di restare in caserma quel giorno, ignorando completamente le dichiarazioni di alcuni testimoni presenti al funerale che denunciavano invece spari provenienti da alcuni edifici governativi. In sostanza i media americani si appoggiarono alla narrazione ufficiale secondo cui l'estrema destra venne accusata dell'omicidio dell'Arcivescovo mentre l'estrema sinistra di aver sparato sulla folla ai suoi funerali. 

##### 2.3.3 Sistematico fraintendimento delle posizioni di Romero
Nella lettera che Romero scrisse al Presidente Carter, la colpa delle violenze repressive in El Salvador viene attribuita all'esercito e alle forze dell'ordine, negando il fatto che si stiano in alcun modo difendendo da forze esterne. Quindi, nel momento in cui il New York Times scrive che l'arcivescovo avesse accusato sia l'estrema destra che l'estrema sinistra di essere colpevoli delle violenze che imperversavano nel paese, possiamo dire che si tratti di una notizia assolutamente falsa.

##### 2.3.4 Scadimento dell'interesse per le responsabilità ai vertici
Quando esplode il caso Popieluszko i media si sono prodigati in ogni modo di dimostrare non solo il coinvolgimento dei vertici del governo polacco ma anche dell'Unione Sovietica. Di fronte alla morte di Romero la ricerca di queste evidenze non furono mai sollevate. Allo stesso modo, quando Carter fece appello al papa per far pressione sull'arcivescovo la stampa non ne fece parola: ugualmente quando l'arcivescovo si rivolse ai militari per fermare gli omicidi politici.
I media internazionali in sostanza si affidarono ai comunicati ufficiali del governo Duarte, il quale sosteneva che la morte di Romero fosse stata commissionata dagli ambienti dell'estrema destra, senza mai porsi il benché minimo dubbio: come sul fatto che gli Stati Uniti potessero essere indirettamente responsabili del clima politico in El Salvador avendo appoggiato e addestrato un esercito brutale.

##### 2.3.5 Delitto Impunito o trionfo del delitto?
Gli esecutori dell'omicidio Romero di fatto non vennero mai scoperti, ma rispetto al delitto Popieluszko i media americani furono parecchio disinteressati a fare chiarezza sul caso. Come confermato anche dall'ex ambasciatore americano in El Salvador Robert White, la morte dell'arcivescovo era stata ordinata da Roberto D'Aubuisson, ex leader del partito ARENA, insieme ad un gruppo di alti ufficiali dell'esercito. Venne comunque avviata un'indagine che non portò però a nulla di fatto dato che il giudice incaricato, dopo aver subito un attentato, lasciò il paese.
L'8 maggio del 1980 D'Aubuisson venne arrestato con l'accusa di star architettando un colpo di Stato. Durante l'arresto vennero rinvenuti dei documenti che dimostravano il suo coinvolgimento nell'omicidio di Romero. D'Aubuisson però venne scarcerato poco dopo su richiesta del ministro della Difesa per poi chiedere e ottenere la carica di presidente del parlamento. In ogni caso il governo di El Salvador verrà sempre raccontato dai media americani come un governo moderato o "centrista debole", messo a dura prova dal terrorismo degli estremisti politici, mentre il coinvolgimento di D'Aubisson nell'omicidio Romero non verrà mai più menzionato. 

#### 2.4 L'uccisione di quattro religiose statunitensi da parte della guardia nazionale salvadoregna nella presentazione dei media
Il 2 dicembre 1980 quattro suore americane vennero violentate e uccise da membri della guardia nazionale salvadoregna. Il terribile delitto fu molto imbarazzante per il presidente Carter. Aperto sostenitore del governo salvadoregno, definito dal lui stesso "riformista", cercò la soluzione più rapida possibile per sedare l'opinione pubblica americana inviando una commissione di indagine in supporto all'inefficienza delle autorità locali.
Anche con il successivo governo Reagan, il mantenimento degli equilibri politici con lo stato satellite fu una necessità ancor prima dell'individuazione dei colpevoli. Come riportò inizialmente l'ambasciatrice americana all'ONU, Jean Kirkpatrick, il governo era estraneo alla vicenda ma quando emersero prove del coinvolgimento della guardia nazionale di El Salvador si preferì credere, senza porsi troppe domande, che si fosse trattato di individui mossi dalla loro spontanea volontà. Se non si fosse trattato di vittime americane, la macchina del consenso si sarebbe mossa senza intoppi e la vicenda sarebbe stata dimenticata in poco tempo, ma le famiglie esercitarono pressioni al punto da spingere il Congresso a farne un caso politico. L'amministrazione Regan e il governo di El Salvador furono così costretti a fare giustizia. 

##### 2.4.1 Particolari sul delitto
Il rinvenimento del cadavere di Popieluszko fu una notizia da prima pagina del New York Times che venne raccontata con dovizia di particolari. Il ritrovamento delle quattro missionarie invece rimase in una pagina interna del Times i cui dettagli vennero presentati in modo abbastanza sbrigativo. Se si considerano i resoconti di Raymond Bonner e della commissione Rogers, riguardo alle condizioni in cui furono rinvenuti i cadaveri, è possibile rendersi conto dell'efferatezza con cui erano state uccise le donne: sui media americani non venne mai accennato nulla.

##### 2.4.2 Assenze eloquenti: indignazione e domanda di giustizia
Mentre per il prete polacco i giornali fecero appello alla necessità di giustizia immediata, per le suore americane invece ci si fermò alle dichiarazioni ufficiali del governo americano e salvadoregno, che piuttosto di sete di giustizia esprimevano una rassegnazione alla violenza dilagante. Si arrivò quasi a sottendere, come osserva l'ambasciatrice Kirkpatrick su Newsweek del 15 dicembre del 1980, che le vittime se la fossero quasi cercata recandosi in un contesto così pericoloso come quello in El Salvador. 

##### 2.4.3 Mancanza di zelo nella ricerca dei responsabili ai vertici dello stato
Anche di fronte a prove quasi inoppugnabili, i media americani stentarono a dimostrare il coinvolgimento dei vertici del governo e dell'esercito salvadoregno che sistematicamente da mesi eliminavano qualsiasi tipo di opposizione.
Risultò molto più efficace allinearsi alla narrazione ufficiale che identificava gli assassini come dei terroristi di destra. Quando però emerse che i killer erano membri della guardia nazionale fu necessario fare una distinzione tra quest'ultimi e il governo, di modo che si potesse comunque affermare che El Salvador fosse una giunta riformista vittima dell'estremismo politico quindi degna di ricevere comunque le sovvenzioni statunitensi. Dopo due mesi di inchiesta però (John Dinges per il Pacific News Service) divenne chiaro che l'omicidio delle religiose fosse in realtà un'esecuzione programmata dai vertici dell'esercito. Precisamente dal colonnello Oscar Edgardo Casanova, fatto confermato dal suo collega Roberto Santivanez e che occupò la prima pagina del New York Times del marzo 1984 senza comunque scatenare l'ondata di indignazione che si vide per il caso Popieluszko. 
Lo svolgimento del procedimento penale, che venne intrapreso anni dopo, sostanzialmente era effetto delle pressioni degli Stati Uniti sul governo salvadoregno senza però mai metterne in dubbio la credibilità agli occhi dei media. I pubblici ministeri ignorarono la testimonianza di due agenti della guardia nazionale che riferivano di ordini dall'alto secondo i quali bisognasse prendere le quattro religiose e che ci fosse un piano per rallentare le indagini. Due dei tre giudici assegnati al caso rassegnarono le dimissioni temendo per la propria vita.
Ribadendo che non c'era ragione di credere nel coinvolgimento dei vertici dell'esercito, l'atteggiamento del governo americano in generale fu di mettere a tacere ogni cosa, e di anteporre gli interessi politici dello stato alleato rispetto all'uccisione di quattro cittadine. Oltretutto fu attivamente partecipe nel tentativo di insabbiare ogni indagine, rifiutando di fornire informazioni né al pubblico tanto meno ai parenti delle vittime. 

##### 2.4.4 Il processo: cinque guardie nazionali per quasi venti milioni di dollari
Il processo si tenne tre anni e mezzo dopo l'omicidio, nel mentre in cui due dei tre giudici assegnati si erano dimessi dopo essere stati minacciati di morte e l'avvocato difensore aveva lasciato il paese dopo essere stato torturato dalla guardia nazionale. Sulla risoluzione del caso, vennero messi in palio quasi 20 milioni di dollari che furono elargiti 24 ore dopo la lettura della sentenza all'ex capo della guardia nazionale salvadoregna Vides Casanova, il cui cugino si riteneva tra i mandanti del delitto delle quattro religiose. 
Venne pubblicato un articolo su Newsweek che celebrava la sentenza come "un risultato notevole" ottenuto con il rischio che ci potessero essere stati tentativi di insabbiamento, attendendosi rigorosamente alle fonti ufficiali e ignorando qualsiasi altro tipo di indagine più approfondita sul caso.

#### 2.5 Le ventitré vittime del Guatemala (1980-85)
Visto che il Guatemala è considerato un paese satellite degli Stati Uniti, attraverso il modello di propaganda, è facilmente prevedibile che le sue vittime avranno ben poca considerazione da parte dei mass media. Questa narrazione funziona, nonostante si tratti di un paese che reprime la democrazia, ha costantemente rinviato qualsiasi riforma economico sociale e in cui il terrorismo di stato è considerato un'istituzione. 

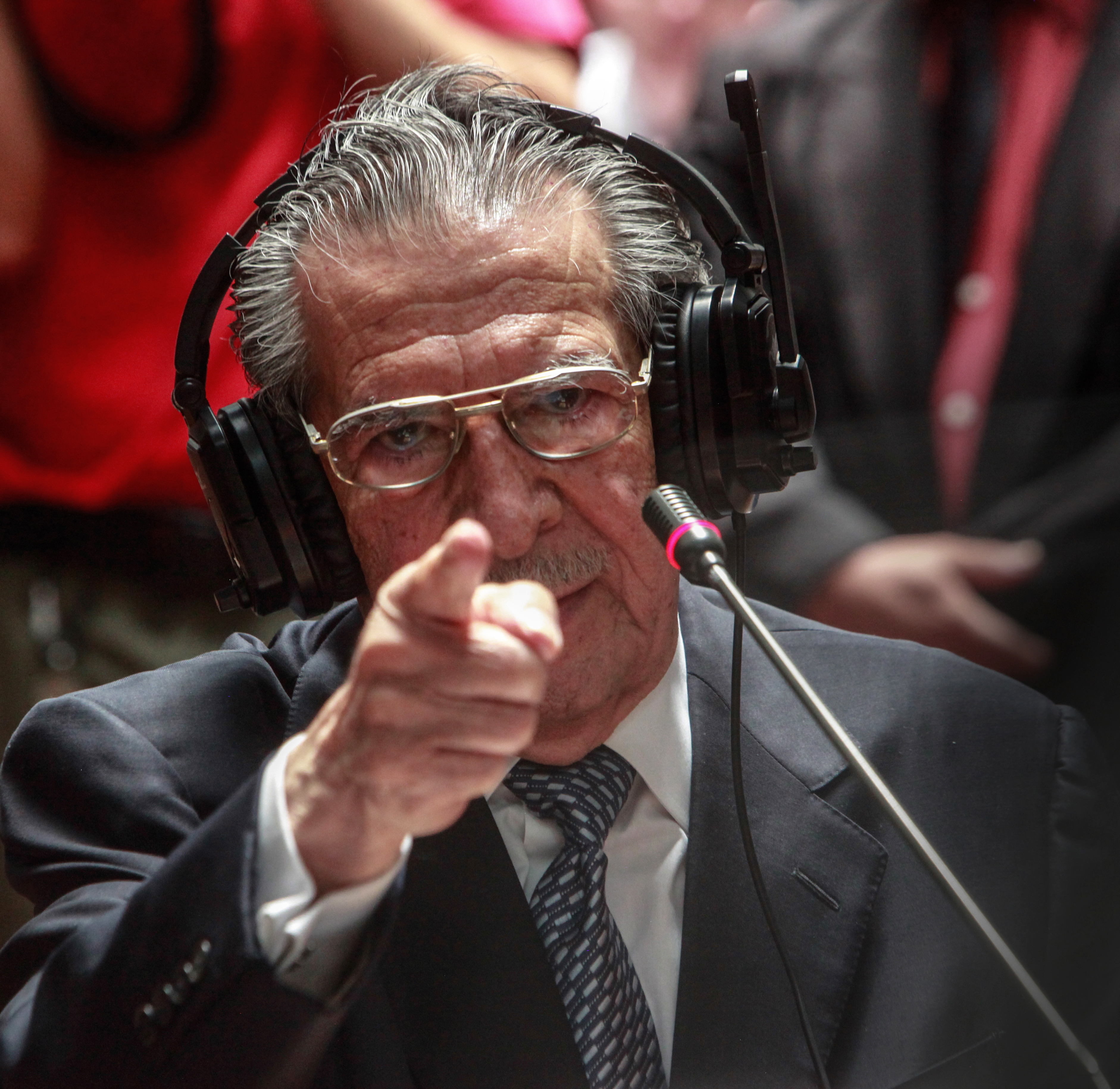
Efrain Rios Montt

Lo spettro di un governo comunista fece sì che gli americani sostennero economicamente e militarmente il piccolo stato sia durante l'amministrazione Carter che con Reagan. Tuttavia le uccisioni sommarie di civili, l'arruolamento obbligatorio e le deportazioni, erano all'ordine del giorno. I rapporti tra i due stati si mantennero solidi sia durante il governo di Lucas Garcia che con il successore Rios Montt: entrambi sostenuti da squadre della morte che fecero sparire decine di migliaia di persone (desaparecidos) e accusati da Amnesty International di una sistematica violazione dei diritti umani. Quando il presidente Regan visitò il paese, dichiarò che Rios Montt fosse un convinto sostenitore della democrazia vittima di accuse ingiuriose, anche se tra il 1978 e il 1985 si contano quasi centomila civili uccisi, con una crudeltà pari a quella del cambogiano Pol Pot. 
Dell'omicidio dei 23 religiosi, a parte la scarsa attenzione prestata al caso in sé, sui giornali sono stati riportati in tutto solo 4 nomi. Come riportato dalla rivista Time, i delitti sono la conseguenza di una guerra civile tra opposte fazioni politiche, ma si accusa anche il governo considerato a capo di un esercito paramilitare responsabile della maggior parte delle vittime. Durante gli anni tra il 1978 e il 1985 le dimensioni del terrorismo di stato non erano molto lontane da quelle del genocidio e le diverse organizzazioni per i diritti umani produssero a riguardo una quantità notevole di documenti il cui impatto però venne quasi del tutto minimizzato. L'amministrazione Regan giudicò addirittura offensive le loro posizioni, additandole come politicamente schierate. In questo senso sia il rapporto di Amnesty International del 1981 che quello di Americas Watch dal titolo "Guatemala Revisited" vennero completamente ignorati dai media statunitensi. Nella macchina della propaganda chi porta cattive notizie diventa un nemico e come tale va pubblicamente screditato.

#### 2.6 La strage del gruppo di mutuo soccorso in Guatemala
Per gli operatori delle organizzazioni per i diritti umani il Guatemala si è rivelato un paese ancora più inospitale di El Salvador. Nel 1966 per esempio un'associazione di studenti universitari, AEU, si dedicò alla raccolta di informazioni sui desaparecidos: 28 di loro vennero uccisi e i loro cadaveri vennero esposti sulla pubblica piazza.
Nello stesso anno venne fondato il GAM, Gruppo di Mutuo soccorso, con l'obiettivo di ottenere informazioni sulle vittime del terrorismo di stato e per ottenere qualche riparazione mediante petizioni e pubblicità. La loro speranza era di poter contare sull'appoggio dell'arcivescovo Penados Barrio e sul nuovo capo di Stato Mejia Victores: insediato dall'amministrazione Regan con la nomea di essere un riformatore. La loro azione riuscì a coinvolgere fino a 1300 famiglie e dalle prime campagne passarono a lanciare accuse specifiche contro membri delle forze dell'ordine.
Questo successo inaspettato in qualche maniera riuscì spazientire il governo in carica, che non tardò a reprimere la protesta. Due membri del gruppo vennero uccisi e torturati. Il 30 marzo dell'85 il capo del GAM fu catturato, torturato e ucciso mentre il 4 aprile la stessa sorte toccò ad un altro dirigente ucciso assieme al figlio di due anni e al fratello di 21. 
Su Time, Newsweek e CBS News non venne riportato nessuno di questi avvenimenti. L'unico a parlarne fu il New York Times che però non si sbilancia in alcuna valutazione dell'accaduto dando per scontato che i delitti siano stati perpetrati da agenti al servizio del governo, senza però mai esplicitarlo. La vicenda è raccontata come un evento doloroso ma inevitabile, nel caso Popieluszko d'altro canto, una volta che la polizia venne incolpata del delitto i media dedicarono ampio spazio alla discussione, valutando se vi fossero colpe anche negli strati più alti della catena di comando.

### 3 - Elezioni nel Terzo Mondo: strumento di legittimazione o evento privo di significato? Il caso di El Salvador, Guatemala e Nicaragua
Il modello si propaganda farà sì che media sostengano le elezioni degli stati satelliti come Guatemala e El Salvadror, benché si possano tenere in un clima di terrorismo di stato contro la popolazione civile, mentre quelle in paesi osteggiati siano da considerare una specie farsa. 
Nei primi si parla di elezioni dimostrative quando la funzione è di accreditare nella popolazione l'intrusione di un altro paese dando una parvenza di democrazia. In questo senso sono da intendersi quelle tenutesi in El Salvador nel 1982 e 1984 oppure quelle in Guatemala tra 1984 e 1985; in Nicaragua le elezioni furono indette per legittimare il governo e contrastare i tentativi degli Stati Uniti di destabilizzarlo. 

#### 3.1 Schemi di propaganda nelle elezioni
Caratteristica fondamentale delle elezioni dimostrative è la manipolazione dei programmi e dei simboli per renderne un'immagine positiva. Il governo assocerà l'evento alla parola democrazia mentre il regime militare darà pieno sostegno alla macchina elettorale: ogni rifiuto delle opposizioni sarà da intendersi come prova delle loro tendenze anti-democratiche. L'invio di osservatori ufficiali farà da garante affinché agli occhi dei media il tutto sembri svolgersi correttamente anche se in realtà la correttezza dipende da condizioni create in precedenza che nel breve termine sono impossibili da accertare. 
Esistono infatti alcune condizioni fondamentali, spesso negate e taciute dai governi repressivi, in grado di legittimare veramente le elezioni prima ancora dell'avvenimento in sé:
- libertà di parola
- libertà di stampa
- libertà di associazione
- libertà di costituire partiti politici
- libertà dalle coercizioni operanti il giorno del voto

Altra questione può essere il motivo per cui si indicono delle elezioni. In questo senso in El Salvador si parlerà di "Un voto contro le pallottole", ossia elezioni per la pacificazione del paese, anche se in realtà nessun candidato fu un vero sostenitore di questa idea. Di contro, nel momento in cui l'appuntamento elettorale si tenga in paesi disallineati, allora non è più sinonimo di democrazia ma il metro di giudizio cambia radicalmente. L'evento in questo caso verrà analizzato in ogni dettaglio sia legato al clima politico precedente che a tutto lo svolgimento della vicenda elettorale. 

#### 3.2 Condizioni elettorali di base in El Salvador, Guatemala e Nicaragua
Le condizioni di questi paesi sono caratterizzati da quattro fattori:
1. Tutti erano in balia di un grave conflitto: in Nicaragua vi erano i Contras, in El Salvador vi era una controinsurrezione organizzata dagli Stati Uniti mentre in Guatemala vi era un clima di guerra permanente.
2. Il governo Sandinista era un governo che si impegnava a servire i bisogni della maggioranza della popolazione. Guatemala e El Salvador erano sostenuti da un élite che per mantenere il controllo sulla popolazione metteva in atto una repressione implacabile, non senza l'appoggio degli Stati Uniti.
3. In Guatemala e in El Salvador il conflitto era interno, quindi contro la propria popolazione, mentre in Nicaragua era contro forze esterne.
4. L'ostilità degli Stati Uniti e la propaganda. Ogni avvenimento drammatico in Nicaragua veniva raccontato come prova della repressione del governo sandinista, El Salvador e Guatemala poterono invece portare avanti una violenza sistematica senza mai subire nessun giudizio di sorta.

##### 3.2.1 Libertà di parola e di assemblea
Questa condizione era parzialmente rispettata in Nicaragua mentre non lo era affatto in Guatemala e El Salvador. 
In El Salvador la libertà di parola e di assemblea venne sospesa nel marzo 1980, mentre il decreto di dicembre dello stesso anno consentiva alle forze dell'ordine di arrestare i cittadini senza alcuna accusa per 180 giorni. In generale i cittadini potevano ben poco conto il terrorismo di stato se non rifugiarsi nelle regioni controllate dai guerriglieri. L'esposizione in pubblica piazza di cadaveri torturati, come monito alla popolazione, divenne una prassi dai primi anni 80.
In Guatemala, allo stesso modo, migliaia di civili venivano arrestati torturati e uccisi dalla forze armate come presunti sovversivi, senza alcun diritto e senza la benché minima tutela legale.  Durante le elezioni del 1984-85 le dimostrazioni pubbliche erano autorizzate purché comunicate con tre giorni di anticipo alle autorità: di fatto la norma non venne mai applicata. In generale, il Guatemala assomigliava a un paese sotto occupazione militare e anche qui era prassi esporre i corpi dei prigionieri torturati e mutilati.
In Nicaragua il diritto di assemblea venne limitato solo nel 1984 per timore di disordini e in ogni caso anche i dissidenti politici avevano libertà di parola, ma in nessun modo si poteva riscontrare il livello di repressione e terrorismo di stato presente in El Salvador e Guatemala.

##### 3.2.2 Libertà di stampa
Questa condizione era completamente assente il Guatemala e El Salvador mentre era parzialmente rispettata in Nicaragua.
In El Salvador tutta la stampa era bersaglio delle squadre della morte. Da quando la giunta prese il potere vennero uccisi più di 30 giornalisti e le due testate apertamente critiche contro il governo vennero chiuse nel luglio 1980 e nel gennaio del 1981. Anche giornali e radio legati alla chiesa cattolica vennero chiusi in seguito ad attacchi armati.
In Guatemala i media venivano tenuti sotto controllo con sistematica repressione tramite omicidi, sequestri e minacce: tra il 1978 e il 1985 vennero uccisi 48 giornalisti, .
In Nicaragua invece erano presenti quasi 50 stazioni di radio private, come lo erano due dei tre quotidiani del paese. Va notato però, nonostante i media fossero sottoposti a diversi vincoli di censura, il quotidiano la Prensa era la voce dell'opposizione conservatrice, e pur criticando apertamente il governo fu libero di operare per tutta la durata delle elezioni del 1984.

##### 3.2.3 Libertà di organizzazione di gruppi intermedi
Nel periodo tra il 1984 e 1985 in El Salvador e Guatemala il diritto di organizzazione era completamente negato, mentre il Nicaragua era ampiamente permesso. 
Sia in El Salvador che in Guatemala, a partire dal 1982, le organizzazioni popolari vennero decimate dalla repressione dell'esercito: i loro bersagli erano sindacati, organizzazioni studentesche, gruppi di mutuo soccorso fino alle università. In Guatemala la libera associazione venne dichiarata reato penale dai primi anni '80.
In Nicaragua sindacati e organizzazioni popolari vennero rilanciate esortandole a partecipare alla vita politica sia a livello locale che nazionale e anche se strettamente legate all'FSLN godevano di una certa autonomia. 

##### 3.2.4 Libertà di organizzare partiti, proporre candidati e partecipare alle campagne elettorali

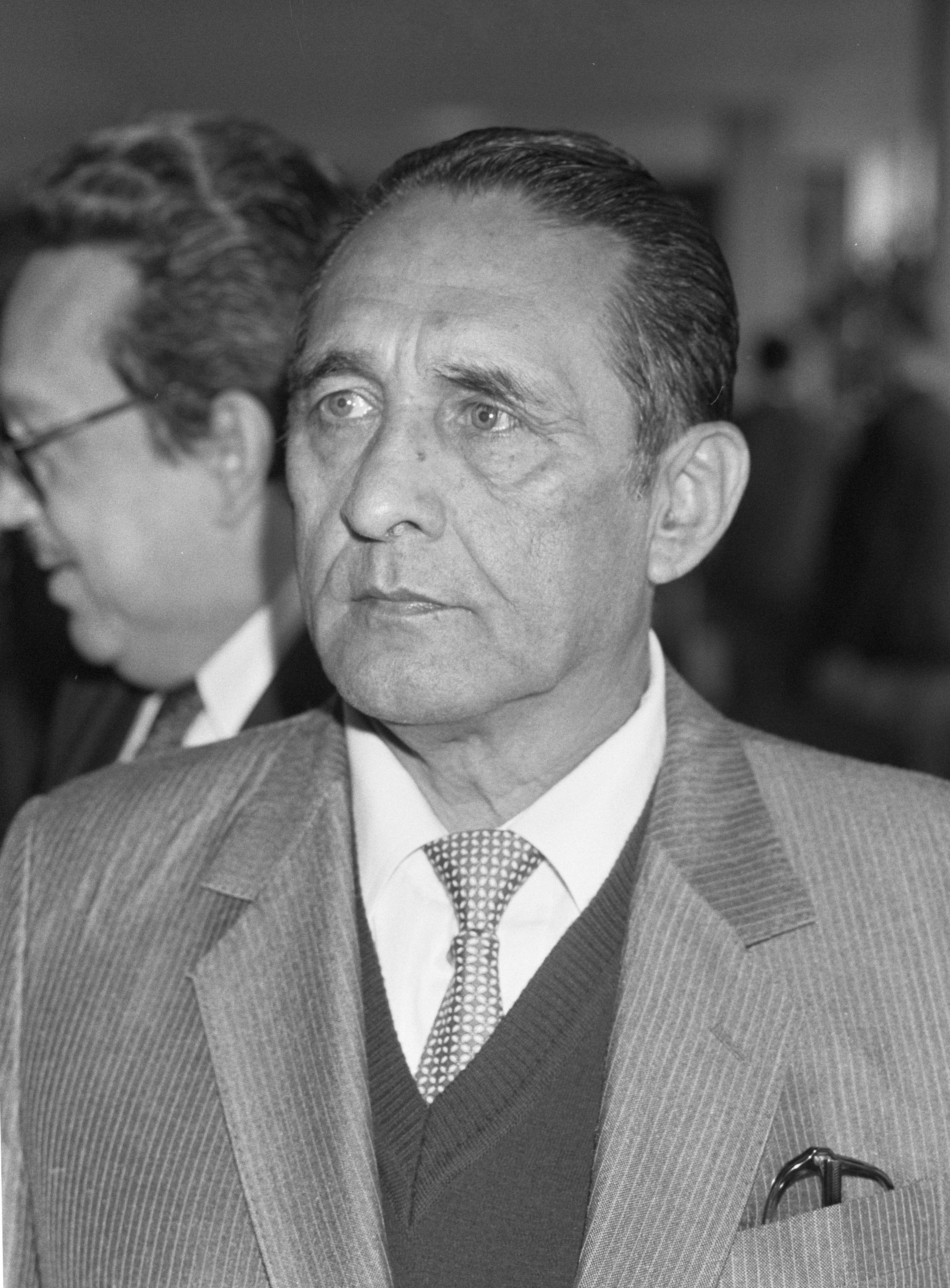
José Napoleón Duarte

Mentre in Nicaragua vi era la possibilità per i candidati di svolgere campagna elettorale e di presentarsi liberamente all'elettorato, in Guatemala e El Salvador queste possibilità erano molto più limitate a causa della costante minaccia repressiva dell'esercito. 
In El Salvador, durante le elezioni del 1982 e del 1984, nessun partito di sinistra poteva organizzarsi e presentare candidati: tutti i loro nomi vennero pubblicati dall'esercito in un elenco di 138 traditori. In generale l'omicidio politico non risparmiava nessuno, sia i partiti radicali che quelli moderatamente riformisti. La partecipazione al voto nel paese non ruotava su una determinata scelta politica quanto piuttosto sulla scelta di un candidato che potesse garantire la pace: lo slogan era "un voto contro le pallottole". D'Aubuisson e Duarte, entrambi candidati nel 1984, erano praticamente indistinguibili se non per minime divergenze. L'elezione di Duarte viene intesa come una foglia di fico rispetto al potere reale che esercitava l'esercito e alle influenze del governo degli Stati Uniti. Egli in realtà fu diretto sostenitore dello scontro frontale con i "sovversivi" e durante il suo governo ogni giorno venivano ritrovati cadaveri torturati o mutilati. 

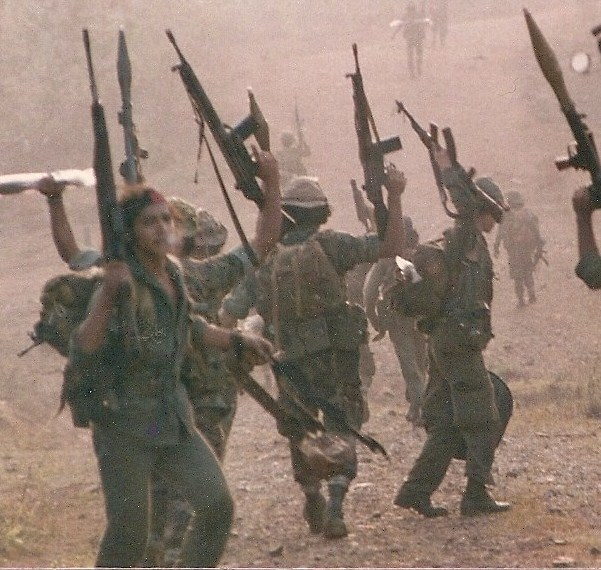
Alcuni guerriglieri del Fronte Meridionale Contras

In Guatemala la maggior parte dei contadini non era rappresentata, nessun partito di sinistra partecipò alle elezioni della costituente del 1984 e solo un partito tentò la sorte delle elezioni del 1985. La vittoria di quell'anno fu di Vinicio Cerezo, che sopravvissuto a tre attentati, cercò in un certo modo di aprirsi alle masse cercando di introdurre cambiamenti nei diritti umani e di porre un freno alla povertà. In realtà le buone intenzioni del presidente erano da discutere con chi deteneva il vero potere, ovvero l'esercito, che mantenne formalmente il controllo del paese mentre il governo si impegnava a preservarli da ogni azione legale. 
Nelle elezioni in Nicaragua del 1984 la possibilità di scelta era molto più ampia che negli altri paesi. Oltre al partito al potere FSLN, erano presenti il Partito democratico conservatore e il Partito liberale indipendente, cercarono di depoliticizzare l'esercito e di instaurare un negoziato con i Contras. Nonostante i Sandinisti abusarono della loro posizione di potere, le loro ingerenze non furono mai tali mettere in discussione la validità delle elezioni e comunque garantirono la possibilità di esprimersi anche alle opposizioni. 

##### 3.2.5 Assenza di terrorismo di stato e di un clima di paura
Durante il periodo 1980-84, le squadre della morte in El Salvador e l'esercito in Guatemala, hanno terrorizzato la popolazione con omicidi, stupri e mutilazioni: tutto nella completa impunità. In El Salvador, nei mesi prima delle elezioni del 1982, la media di civili uccisi era di quasi 700 al mese. In Nicaragua il governo non uccideva civili e il massimo del pericolo derivava dai Contras e dagli Stati Uniti.
Sostanzialmente El Salvador e Guatemala non soddisfacevano nessuna delle cinque condizioni essenziali per lo svolgimento di libere elezioni mentre il Nicaragua ne soddisfaceva alcune in modo parziale altre completamente. 

#### 3.3 Misure coercitive in Guatemala, El Salvador e Nicaragua
L'atteggiamento degli Stati Uniti nei confronti delle elezioni di un paese satellite sarà di valutare positivamente l'affluenza alle urne mentre nei confronti di un paese ostile viene vista come non significativa. In El Salvador e Guatemala infatti, un'elevata affluenza è vista come un segno di legittimità. Tuttavia, queste elezioni erano spesso caratterizzate da coercizioni, incluse leggi che obbligavano al voto sotto minaccia di sanzioni. In contrasto, in Nicaragua, dove gli Stati Uniti non approvavano le elezioni, non vi era obbligo legale di votare, e l'affluenza non era influenzata da pressioni simili, consentendo una partecipazione più autentica. Questa analisi dimostra come l'affluenza possa essere manipolata o interpretata per favorire determinati interessi politici, mettendola in dubbio come indicatore di democraticità.

#### 3.4 Il Salvador: come i media degli Stati Uniti hanno trasformato una folle macchina di morte in strumento di tutela di una democrazia nascente.
Nel 1982, i principali media americani, New York Times compreso, hanno coperto le elezioni in El Salvador evidenziando l'elevata affluenza mettendo in luce però che i ribelli cercavano di boicottare il processo elettorale. Questa narrazione, strettamente allineata con il punto di vista del governo salvadoregno, ha ignorato le fonti dissidenti e non ha evidenziato la coercizione intrinseca al sistema elettorale, come l'obbligo di votare sotto minaccia di essere considerati traditori. Sullo sfondo dello slogan "non pallottole ma voti" alle elezioni non partecipò nessun partito che volesse veramente la pace e al loro termine le squadre della morte continuarono a imperversare. 
Questa copertura mediatica ha presentato le elezioni come uno scontro manicheo tra il bene e il male, trascurando completamente il clima di paura e la violenza perpetrata dal regime, nonché la mancanza di libertà per una reale competizione politica. La stampa ha così offerto un quadro distorto e parziale attraverso la macchina della propaganda che si è messa in moto per difendere gli interessi del governo statunitense e dei suoi alleati salvadoregni.

#### 3.5 "Primo passo: il Guatemala sceglie la moderazione"

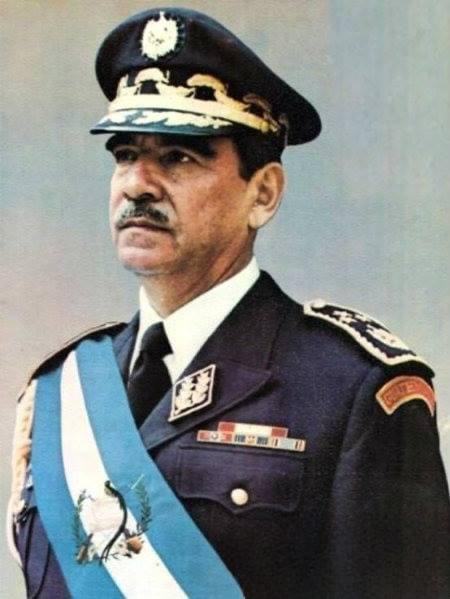
Fernando Romeo Lucas Garcia

Nel 1984 e nel 1985 l'amministrazione Reagan si impegnò attivamente nel sostenere le elezioni in Guatemala, pur sentendosi meno coinvolta rispetto a El Salvador. Questo supporto mirava a rafforzare l'immagine internazionale dei regimi di Lucas García, Ríos Montt e Mejía Víctores, considerati alleati strategici, per reintegrarli pienamente nello scenario della politica internazionale. L'assistenza statunitense includeva non solo supporto finanziario e militare ma anche una significativa operazione di pubbliche relazioni, inclusa la presenza di osservatori ufficiali per garantire una legittimazione delle elezioni.
Nonostante queste elezioni fossero state chiaramente influenzate dagli interessi della politica estera statunitensi, la copertura mediatica ha presentato gli eventi in una luce prevalentemente positiva, sebbene con qualche riserva. Le elezioni furono dipinte come segnali incoraggianti di progresso democratico, tuttavia, questo punto di vista largamente adottato dai media, tendeva a minimizzare o ignorare completamente le gravi violazioni dei diritti umani che facevano da sfondo alle elezioni. La copertura tendeva a focalizzarsi sulle dichiarazioni ufficiali e sui candidati politici che si allineavano con il punto di vista favorevole degli Stati Uniti, trascurando le voci dei dissidenti che mettevano in discussione la legittimità del processo elettorale. 

#### 3.6 Nicaragua: il contributo dei media al processo di delegittimazione delle elezioni.
A differenza dell'approccio adottato per le elezioni in El Salvador e Guatemala, l'amministrazione Reagan cercò attivamente di screditare le elezioni in Nicaragua del 1984. Questo sforzo mirava a minare la legittimità del governo sandinista e a sostenere il finanziamento di un contro-rivoluzionario da parte degli Stati Uniti. L'obiettivo era di presentarle nella peggior luce possibile: narrazione a cui i media americani si allinearono spontaneamente.

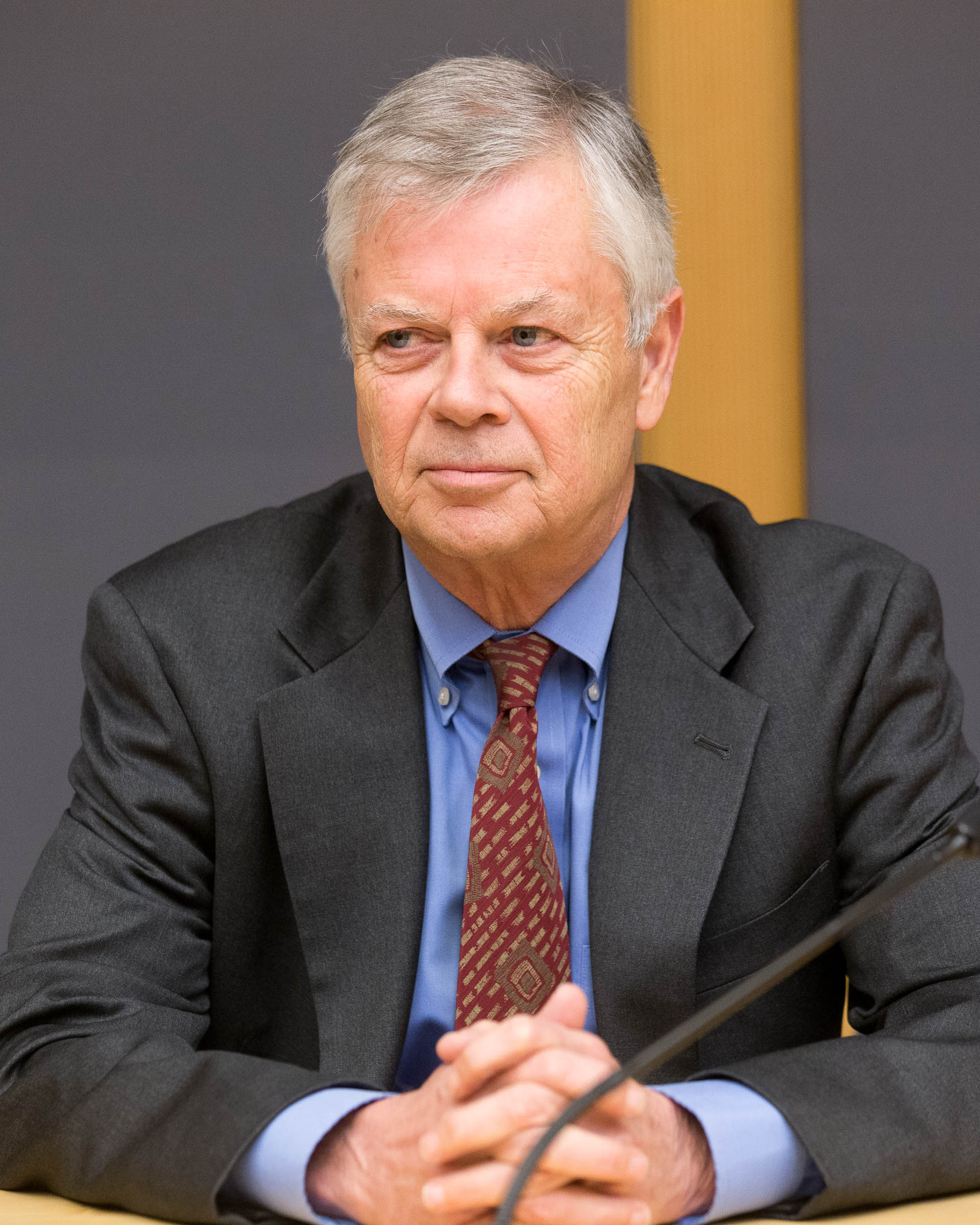
Stephen Kinzer

Nonostante la partecipazione di circa 450 osservatori internazionali, molti dei quali altamente qualificati, i media statunitensi, come evidenziato da Time, minimizzarono la loro presenza. Stephen Kinzer del New York Times, nel suo articolo, ignorò completamente le loro osservazioni che riconobbero le elezioni nicaraguensi come più aperte e sicure rispetto a quelle salvadoregne.
In assenza di osservatori ufficiali statunitensi, i media si affidarono ai comunicati del governo americano. Questa situazione fu contrastata da rapporti di osservatori internazionali, come quello della Delegazione parlamentare interpartitica irlandese e della LASA, che descrissero un ambiente elettorale significativamente più libero e partecipativo rispetto a quello rappresentato dai media statunitensi. Questi rapporti sottolineavano che le elezioni si erano svolte in un contesto di maggiore apertura e sicurezza, senza rischi per l'opposizione, confermando la legittimità del regime sandinista, una narrazione completamente diversa da quella proposta dai media e dall'amministrazione Reagan.

##### 3.6.1 Prevalenza dei toni negativi e dell'apatia
La rivista Time ha adottato un tono decisamente critico verso le elezioni del Nicaragua del 1984, seguendo la linea di Washington: John Hughes del Dipartimento di Stato descriveva le elezioni come una "messinscena" a favore dei sandinisti. Al contrario, per le elezioni di El Salvador e del Guatemala evidenziavano la partecipazione coraggiosa degli elettori nonostante le difficoltà. Anche Stephen Kinzer sul New York Times si allineava a questo racconto, enfatizzando la presunta mancanza di entusiasmo e le problematiche delle elezioni nicaraguensi, quelle guatemalteche o salvadoregne venivano trattate con un tono più ottimista.
Osservatori internazionali come la delegazione irlandese e membri della LASA, tuttavia, riportavano un quadro diverso. La delegazione irlandese notava che l'affluenza alle urne in Nicaragua era significativa e confrontabile con quella di paesi europei, smentendo le narrazioni diffuse dai media statunitensi. La ridotta percentuale di astensioni e la presenza di voti nulli erano visti come indicatori di un processo elettorale sostanzialmente valido, contrariamente alle rappresentazioni mediatiche.
Questo contrasto tra la copertura mediatica americana e i resoconti degli osservatori internazionali mette in luce come le narrazioni sui processi elettorali possano essere influenzate da un programma propagandistico imposto, piuttosto che dalla realtà effettiva degli eventi.

##### 3.6.2 Mancato rilevamento della superiore qualità delle elezioni nicaraguensi
La propaganda fa sì che si pongano molte attenzioni alle caratteristiche nei paesi satelliti ma molta poca in quelli che si vogliono denigrare. La meccanica delle elezioni in El Salvador per prevenire i brogli è stata infatti descritta dettagliatamente da Time, senza però tener conto che metà della popolazione fosse per lo più analfabeta. Al contrario, il Nicaragua ha adottato misure per assicurare la segretezza del voto e ha facilitato la comprensione del processo elettorale attraverso campagne informative. Osservatori internazionali hanno elogiato queste pratiche, notando miglioramenti significativi rispetto a paesi come El Salvador e Guatemala, dove le liste elettorali erano spesso obsolete e inadeguate. 
Nonostante le sostanziali differenze nella gestione delle elezioni tra Nicaragua e paesi satellite degli USA, i media come Time e The New York Times non hanno evidenziato queste disparità, seguendo la narrativa favorevole delle politiche reaganiane senza critica.

##### 3.6.3 I ribelli non sono più un fattore di disturbo e l'affluenza alle urne non rappresenta più il trionfo della democrazia
Riguardo le elezioni in El Salvador e Nicaragua, i media hanno adottato narrazioni contrastanti ma perfettamente in linea con la macchina della propaganda americana. Un'elevata affluenza alle urne dimostrava il trionfo della democrazia e una sconfessione dei ribelli, nonostante le elezioni fossero segnate da coercizione e obbligo di voto.
In Nicaragua, nonostante gli sforzi dei Contras e degli Stati Uniti per boicottare le elezioni, compresi attacchi ai seggi e campagne per l'astensione, l'alta affluenza non è stata interpretata come supporto ai sandinisti o rifiuto dei ribelli. In questo caso l'importanza dell'affluenza e delle misure adottate per garantire un voto libero e sicuro sono state minimizzate. A differenza dei media statunitensi, la delegazione irlandese e LASA, hanno evidenziato la partecipazione consapevole e massiccia dei cittadini nicaraguensi.
In sostanza, i media statunitensi esaltavano l'affluenza alle urne quando supportava la narrativa del governo di El Salvador, ma la ignoravano o sminuivano quando si trattava del Nicaragua, mostrando una marcata incongruenza nell'approccio ai due diversi contesti elettorali.

##### 3.6.4 Un sussulto di sensibilità alla coercizione
Nei reportage sulle elezioni in El Salvador e Guatemala, i media statunitensi, hanno ignorato le misure coercitive e la paura indotta dai governi locali. Al contrario, durante le elezioni in Nicaragua, Time ha dipinto il governo sandinista come oppressivo, enfatizzando senza sufficienti prove che i cittadini erano costretti a votare sotto minaccia. Questo fatto però non emerge dai rapporti di LASA se non in minima parte e senza prove fondate. 
Questa rappresentazione contrasta con la copertura delle elezioni in El Salvador e Guatemala, dove misure coercitive simili o peggiori sono state largamente ignorate. Stephen Kinzer, tralasciando che in entrambi i paesi l'astensione era considerata al pari del tradimento, ha riportato più casi di coercizione in Nicaragua che in Guatemala, nonostante la documentazione abbondante di una repressione più severa in quest'ultimo. Delegazioni internazionali hanno invece riconosciuto efficaci le misure adottate dal Nicaragua per garantire un voto libero e sicuro. Questi rapporti hanno anche messo in luce come i nicaraguensi avessero più paura degli Stati Uniti e dei contras che del proprio governo, una realtà ignorata dai reportage di Time e altri media.

##### 3.6.5 Viene alla ribalta la principale forza di opposizione
Il diverso trattamento delle elezioni in El Salvador e Guatemala ci dimostra una strategia mirata a sostenere la macchina della propaganda messa in atto dal governo degli Stati Uniti. In questi casi infatti, l’esclusione e perfino l’eliminazione fisica di rivoluzionari e oppositori non venivano considerate rilevanti dai giornali americani nonostante la democrazia fosse solo un miraggio. Al contrario, in Nicaragua, ogni ostacolo posto ai Contras sponsorizzati dagli Stati Uniti diveniva immediatamente prova di elezioni prive di credibilità.
All’interno di questa dinamica, Arturo Cruz fu presentato come la massima voce di opposizione nel paese, sebbene egli non possedesse alcuna solida base popolare e avesse ammesso di essere sul libro paga della CIA. La sua decisione di non prendere parte alle elezione fu accreditata come elemento centrale per dimostrare la mancanza di libertà in Nicaragua: trascurando invece la maggiore varietà di voci politiche realmente presenti. Inoltre, l’amministrazione Reagan incoraggiò in vari modi – primo fra tutti la corruzione – il ritiro di candidati che pure avrebbero potuto partecipare, così da screditare ulteriormente la consultazione. Nondimeno, nei notiziari americani, ogni traccia di queste ingerenze venne taciuta o minimizzata, in modo da far passare l’idea che la responsabilità di un clima non realmente democratico ricadesse unicamente sui sandinisti.

##### 3.6.6 Preoccupazione dei media per la libertà di stampa e di assemblea

Bandiera del Fronte Sandinista di Liberazione Nazionale

Nei media statunitensi, le elezioni in Nicaragua sono state criticate per presunte violazioni dei diritti elettorali, mentre quelle in El Salvador e Guatemala, pur di fronte a gravi limitazioni alla libertà di stampa, censura, omicidi di giornalisti e terrorismo di Stato, non hanno suscitato obiezioni simili.
In Nicaragua, le accuse ai sandinisti di controllare il processo elettorale si basavano su fonti governative americane e sulle dichiarazioni di Arturo Cruz, descritto come leader dell’opposizione nonostante fosse privo di reale consenso. In El Salvador, al contrario, l’esclusione violenta dell’opposizione e le pratiche di arruolamento forzato non sono state considerate rilevanti. I media ignoravano anche la repressione contro giornalisti e oppositori, non riconducendo tali episodi alla qualità del processo elettorale.
Le valutazioni del rapporto LASA e della delegazione irlandese mostrano un quadro diverso. In primis la violenza imputata ai comitati di difesa sandinisti non ha interferito con la libertà di assemblea. Pur riconoscendo alcune problematiche come la censura, giustificata con il fatto che i giornali possano diventare uno strumento nelle mani del nemico, sostengono che le limitazioni in Nicaragua non erano tali da compromettere significativamente la competizione elettorale, soprattutto se confrontate con quelle degli altri paesi. In generale il rapporto definisce le elezioni nicaraguensi corrette rispetto agli standard sudamericani. 
Nonostante ciò, i media statunitensi hanno ignorato questi confronti e si sono concentrati sulle critiche al Nicaragua. Per El Salvador, invece, non si è fatto cenno a violenze di Stato, censure e repressioni, riflettendo una narrativa che favoriva la posizione del governo americano.

#### 3.7 Dati a dimostrazione della parzialità dei media
Vengono mostrate alcune tabelle che confrontano i temi toccati dal New York Times negli articoli sulle elezioni in Nicaragua e El Savador del 1984. L'ipotesi di fondo è che i media agiscano secondo il modello della propaganda: nei paesi satelliti metteranno quindi in luce temi come finalità e speranza democratiche, affluenza, boicottaggio da parte dei ribelli mentre in quelli ostili daranno maggior evidenza a fattori come libertà di stampa, di organizzazione o di parola. 

#### 3.8 La crisi dei MIG inscenata durante la settimana delle elezioni nicaraguensi

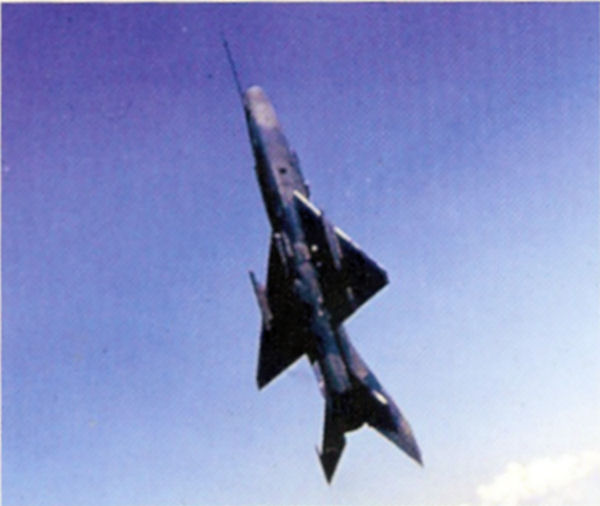
MIG-21 aeroplano da combattimento prodotto in Russia tra il 1956 e il 1989

Durante le elezioni nicaraguensi del 1984 si diffuse la notizia che una nave cargo diretta in Nicaragua stesse trasportando dei MIG. Benché la notizia si rivelò falsa, i media americani dedicarono ampio spazio all’ipotetica minaccia, senza interrogarsi in alcun modo riguardo l’attendibilità di quelle informazioni né sulla tempistica. L'idea era di eclissare l’attenzione sull’esito delle elezioni. 
Molte testate riportarono le loro preoccupazioni riguardo al fatto che i sandinisti stessero tentando di acquisire armi avanzate per minacciare i paesi vicini. Le discussioni che scaturirono ruotavano attorno a come gli Stati Uniti avrebbero dovuto reagire mentre nessuno valutava la possibilità che si trattasse di un espediente propagandistico. CBS News si mostrò inizialmente disponibile a trasmettere la notizia dei MIG, ma in seguito concesse spazio alla replica del ministro degli Esteri nicaraguense, probabilmente rendendosi conto di essere stati utilizzati come strumento di propaganda e evidenziando l’inconsistenza dello scenario proposto da Washington.
La conseguenza di questa vicenda fu che l’attenzione della stampa si concentrò sul presunto pericolo costituito dai MIG creando un clima di tensione e mettendo al centro l'imminente minaccia sandinista. Il tutto per deviare l'attenzione dall'esito delle elezioni in Nicaragua.  L’operazione ebbe successo anche grazie alla “lealtà” dei media, che trascurarono il tema in favore di una crisi inesistente.

#### 3.9 Il ruolo degli osservatori ufficiali come strumento di rinforzo di una linea propagandistica
Le elezioni del Nicaragua richiamarono una notevole quantità di osservatori stranieri e gruppi di esperti: Time ne conta 450 senza però menzionarne nessuno. Gli osservatori ufficiali furono comunque utilizzati come strumenti propagandistici del governo USA, con i media che amplificarono i loro commenti senza considerare le condizioni reali. Il caso dei MIG distrasse ulteriormente l’attenzione dall’esito delle elezioni, permettendo di dipingerle come meno legittime rispetto a quelle di El Salvador e Guatemala.
Il rapporto LASA, realizzato cercando di ricostruire la complessità del contesto con rigore ed imparzialità, dimostrava la correttezza delle elezioni nicaraguensi. Nonostante venne presentato ai media rimase ignorato perché contraddiceva la narrativa propagandistica dominante, evidenziando il loro ruolo come amplificatori di una deliberata distorsione politica.

#### 3.10 Nota conclusiva
Nel 1984, in Nicaragua si svolsero elezioni nettamente più aperte rispetto a quelle di El Salvador e del Guatemala, dove il terrorismo di stato disseminava violenze fino al giorno del voto, l’opposizione era completamente esclusa e la popolazione era obbligata a partecipare. Nonostante ciò si celebrarono i risultati di El Salvador e del Guatemala come la nascita di “nuove democrazie” e descrissero invece le elezioni nicaraguensi come una mistificazione.
In conclusione questo atteggiamento si inquadra perfettamente nel modella della propaganda: quando gli Stati Uniti sostengono un’elezione in un paese satellite, i media la dipingono come un passo verso la democrazia; al contrario, se si cerca di destabilizzare quel paese, la consultazione elettorale viene trattata come una farsa. In questo modo, gli organi d’informazione si allineano alla narrativa governativa, fornendo copertura alle politiche in sostegno dei regimi repressivi e delegittimando elezioni che, per quanto più corrette, non ricevono l’approvazione degli Stati Uniti.

### 4 - ll complotto K.G.B.-Bulgaria per l'uccisione del papa: la disinformazione del mercato libero come notizia

Giovanni Paolo II e Mehmet Ali Ağca a Rebibbia (1983)

Il caso nasce dall'attentato al papa compiuto da Ali Agca il 13 maggio 1981. L'uomo di nazionalità turca e membro del gruppo terrorista di destra dei Lupi Grigi, sparò al pontefice mentre stava attraversando Piazza San Pietro. Sul gesto non vi furono rivendicazioni ufficiali tantomeno erano chiare le motivazioni che mossero l'attentatore. Da questa mancanza di informazioni i media costruirono uno schema di interpretazione, basandosi esclusivamente su fonti ufficiali e ignorando qualsiasi altro tipo di lettura alternativa, funzionale alla macchina della propaganda che vedeva il tutto come un complotto messo in atto da i servizi segreti russi sostenuti dalla Bulgaria,. Nonostante questa teoria non poggiasse su prove fondate, la sua autorevolezza venne mantenuta in ogni modo.
I fattori che mantennero attiva la tesi del complotto KGB - Bulgaria erano fondamentalmente due: primo che Agca avesse soggiornato in Bulgaria per un certo periodo, secondo nel blocco occidentale era presente una forte tensione anti-comunista. 

#### 4.1 Il modello Sterling-Henze-Kalb
La teoria del complotto per l'uccisione del papa combina un articolo pubblicato sul Reader's Digest nel 1982 scritto da Claire Sterling, basandosi sulle idee di Paul Henze, e da una trasmissione condotta da Marvin Kalb andata in onda sulla NBC nel settembre del 1982. L'idea di fondo era che Agca fosse un agente dei servizi segreti bulgari che indirettamente erano sottoposti al comando del KGB.
Elementi fondamentali di questa teoria interpretativa furono:
1. Movente: l'attentato era un tentativo dell'Unione Sovietica di indebolire la Nato e il nascente movimento di Solidarnosc[34]
2. La prova del coinvolgimento: Agca aveva soggiornato in Bulgaria. Nel 1982 affermò di essere stato assoldato dalla stessa e fece il nome di tre complici di origine bulgara.
3. Assunti ideologici: le accuse mancavano di consistenza quindi ci si basò su assunti ideologici del tutto infondati come: queste pratiche sono riconducibili al KBG, Agca era stato assoldato in Turchia creando la copertura di un essere un terrorista legato alla destra per nascondere la sua complicità con i servizi segreti russi.

#### 4.2 Difficoltà del modello Sterling-Henze-Kalb
Il modello in realtà non si basava su prove attendibili
1. Il movente: che l'attentato fosse stato messo in atto da un militante di estrema destra per destabilizzare i legami della Turchia con la Nato dava per scontato che il killer venisse identificato senza che emergessero i suoi legami con i servizi segreti russi[35].  Anche quando si deviò sul fatto che l'obiettivo fosse di spegnere il movimento di Solidarnosc la teoria era del tutto priva di fondamento: l'assassinio del papa avrebbe avuto infatti l'effetto di rafforzare l'opposizione ai sovietici; soprattutto Agca era stato reclutato molto prima che della nascita della rivolta polacca.
2. Agca aveva già minacciato di attentare al papa nel 1979, quindi prima della nascita del movimento di Solidarnosc, fatto che lasciava intendere che il killer e la destra turca avessero delle motivazioni a prescindere dall'influenza sovietica
3. Anche se non figurava tra i membri ufficiali dei Lupi Grigi, Agca era un convinto anti-comunista: atteggiamento abbastanza dissonante per una supposta collaborazione con il KGB.
4. Si dava per scontato l'efficienza delle autorità bulgare e che la presenza di Agca nel paese non fosse casuale: secondo il modello quindi, doveva per forza essere sostenuto dai servizi segreti bulgari[35].
5. L'attentatore avrebbe ricevuto il suo fucile dai Lupi Grigi e non dai bulgari, presumibilmente quando era già a Roma. Problema era che a fornirgli l'arma sarebbe stato un trafficante vicino agli ambienti della destra fascista: questo argomento venne giustificato come un tentativo di coprire i suoi legami con il KBG[36].

Tutto l'impianto si basava sulla convinzione che sia i servizi segreti bulgari che russi fossero in grado di mantenere la propria plausibile estraneità ai fatti, quindi in grado stare sulle orme del papa senza lasciare traccia. Scegliere di assoldare un killer mentalmente instabile era abbastanza incoerente con questo assunto, soprattutto nell'eventualità in cui venisse arrestato. 

#### 4.3 Un modello alternativo

Ali Agca durante il processo di Roma

Arrestato Agca, 17 mesi di prigione e 7 mesi dopo aver deciso di collaborare con le autorità, si ottiene una confessione in cui si dichiara un killer assoldato dai servizi segreti bulgari e indirettamente dal KGB. La trasparenza delle risposte e il consistente ritardo potrebbero sollevare dei dubbi in merito all'autenticità. Le parole dell'attentatore infatti erano particolarmente funzionali per i leader del blocco occidentale in quanto prova effettiva del legame tra il terrorismo internazionale e l'Unione Sovietica. Non solo: la teoria del complotto d'altronde si inserirebbe perfettamente nella strategia della tensione portata avanti da membri dei servizi italiani coinvolti nello scandalo P2.
Le prove del fatto che questa confessione potesse essere stata estorta d'altra parte sono emerse nel tempo. Innanzitutto Agca aveva accesso alla televisione e quindi è lecito pensare che fosse a conoscenza del modello S.H.K. anche prima della sua effettiva confessione. Come dichiarato da alcuni giornalisti del Sunday Times, e fatto confermato anche nel processo di Roma, Agca durante la sua detenzione avrebbe subito pressioni sia da membri del SISMI che da Raffaele Cutolo: entrambi lo persuasero a coinvolgere i bulgari.

#### 4.4 Accettazione acritica della tesi del complotto bulgaro da parte dei media
Nonostante l'inconsistenza delle prove a fondamento del modello Sterling-Henze-Kalb questo soddisfaceva il criterio di utilità e venne quindi accettato acriticamente senza considerare nessun'altra versione. A partire dal Reader's Digest, la campagna mediatica ebbe un'enorme diffusione. Tutti gli altri media si adeguarono acriticamente e in modo superficiale a questa teoria senza mai porsi alcun dubbio o senza mai valutare modelli alternativi. La credibilità delle affermazioni di Agca non era mai stata messa in dubbio, la sua affiliazione ai Lupi Grigi era una copertura e la Bulgaria con l'Unione Sovietica miravano a destabilizzare la Turchia. In generale il coinvolgimento dei Russi non venne mai messo in discussione in alcun modo.

#### 4.5 Parzialità delle fonti del complotto bulgaro

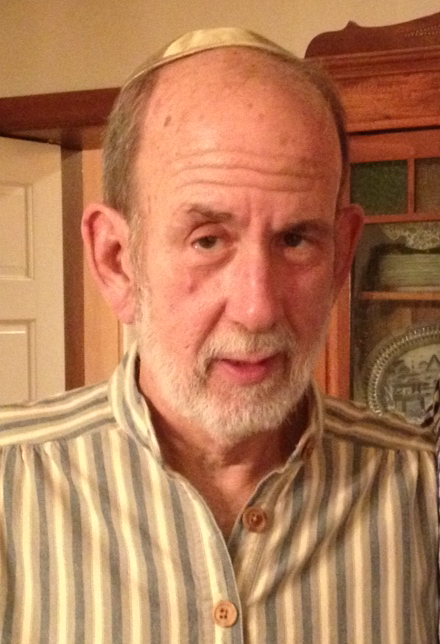
Michael Arthur Ledeen

Le opinioni di Sterling, Henze e in parte anche Michael Ledeen sono state le figure che hanno fornito l'impianto teorico a cui hanno fatto riferimento praticamente la stragrande maggioranza dei mass media internazionali. Ma non ci si è limitati soltanto a far sì che queste fonti prevalessero sulle altre, sono state addirittura protette da eventuali attacchi che potessero minarne sia la credibilità personale che la validità della tesi del complotto bulgaro-sovietico. 
Paul Henze, come anche Ledeen erano ex collaboratori della CIA prima ancora di essere giornalisti. Il primo, specialista nella propaganda, durante la sua permanenza in Turchia era stato accusato aver tentato di minarne la stabilità politica. Ledeen, oltre a essere parte dell'entourage del presidente Reagan, ebbe stretti contatti sia con membri della P2 e dell'estrema destra italiana, che con Licio Gelli durante la sua lititanza in Uruguay. Claire Sterling, autrice di successi editoriali come Time of the assassins e ferma sostenitrice del complotto bulgaro, spesso era ospitata sulla prima pagina del New York Times.

#### 4.6 Il programma della propaganda: domande non poste e fonti ignorate
I media statunitensi sostennero a lungo il modello Sterling-Henze-Kalb secondo cui i servizi segreti sovietici e bulgari fossero a capo di una cospirazione per attentare alla vita di Giovanni Paolo II. Non ci fu quasi alcuna indagine sulle evidenti discrepanze che emergevano riguardo a questa versione dei fatti e modelli alternativi.  Nessuno tenne conto delle minacce di Agca scritte al Papa durante la sua visita nel 1979. La tesi secondo cui il killer appartenesse agli ambienti del terrorismo di destra solo come copertura al fatto che in realtà fosse stato reclutato in Turchia dal KGB ma non venne mai messa in discussione. Di contro la blanda sorveglianza in carcere, i possibili contatti con i servizi segreti italiani e la disponibilità di documenti cruciali come il Rapporto della commissione parlamentare sulla P2 non vennero mai considerati.
Le numerose ipotesi alternative — comprese quelle relative a possibili pressioni esercitate su Agca da parte di membri del SISMI — rimasero in secondo piano. Al contrario, ogni spunto apparso utile a confermare la tesi del coinvolgimento sovietico-bulgaro fu ripreso e divulgato senza un’analisi critica. Anche durante l'imbarazzante processo di Roma, in cui Agca dichiarò di essere Gesù, quando era chiara l'inconsistenza della pista bulgara, i principali organi d’informazione non riesaminarono la propria posizione e non si chiesero come mai certe “prove inoppugnabili” non fossero mai emerse in tribunale. L’eventualità che si trattasse di un’operazione di propaganda occidentale non fu mai presa in considerazione, in un clima in cui i grandi media preferivano allinearsi alla narrativa governativa piuttosto che mettere in discussione la credibilità del complotto.

### 5 Le guerre in Indocina: il Vietnam

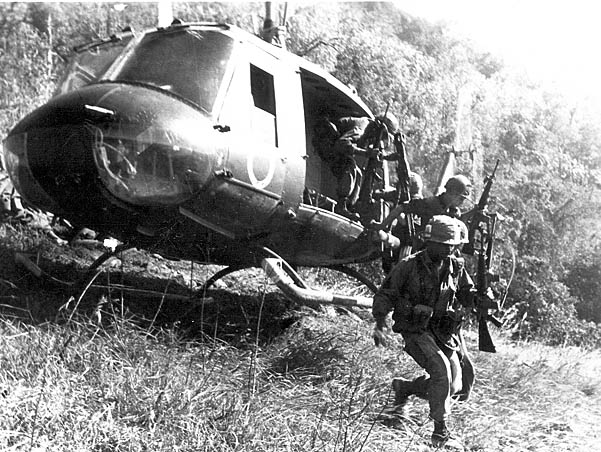
Soldati americani della 1ª Divisione di cavalleria aerea durante la guerra del Vietnam

La copertura mediatica della guerra in Vietnam divenne oggetto di critiche molto aspre, al punto che si giunse a pensare che la sconfitta degli americani fosse da imputare al fatto che il conflitto fosse stato presentato in modo scorretto, dando spazio alla cultura d'opposizione degli anni 60. 
Il modello della propaganda in questo caso ha generato diverse aspettative, certamente la principale è stata che gli Stati Uniti siano intervenuti per difendere il Vietnam del Sud. D'altra parte, dato che gli obiettivi nelle guerre in Indocina non furono raggiunti, emerse il problema se la colpa non possa essere dei media per aver avuto un atteggiamento ostruzionista mancando di oggettività nella narrazione dei fatti.

#### 5.1 I confini della controversia
Come scrisse Robert Elegant, riferendosi alla sconfitta degli Stati Uniti in Vietnam:" Per la prima volta nella storia l'esito di una guerra non è stato deciso in campo di battaglia ma sulla carta stampata e sullo schermo televisivo". La tesi che attribuisce la disfatta degli americani in Vietnam all’influenza negativa dei media, ritenuti colpevoli di “eccesso di democrazia” e di aver minato l’autorità del governo era infatti largamente condivisa, avallata prima di tutto da alcuni osservatori della destra. Alcune voci autorevoli, come John Corry, dipingono i giornalisti come intrisi di una cultura progressista ma non veramente “antiamericani”, mentre i rappresentanti della stampa difendono la propria indipendenza sottolineando il ruolo di “cani da guardia del potere”. 
Il modello della propaganda suggerisce che, in realtà, i media abbiano aderito in larga misura alle premesse del governo statunitense, emarginando le visioni critiche che ne contestavano la legittimità. L'intervento del 1965 infatti ebbe l'appoggio di pressoché tutta la stampa. Durante la guerra in Vietnam invece, il dibattito nei mezzi di informazione ha oscillato tra falchi e colombe: i primi convinti che gli Stati Uniti dovessero agire in difesa del Vietnam del Sud, gli altri che mettevano in dubbio il raggiungimento di tali obiettivi a costi ragionevoli. In generale però si di diede la piena adesione agli obiettivi dell'élite e le discussioni su tattiche o costi, senza mai mettere davvero in discussione le finalità dell’intervento. Anche le prospettive più scettiche hanno continuato a definire la guerra un “tragico errore” per via della corruzione degli alleati o della forza del nemico, e non per un vizio originario nelle ragioni dell’ingerenza. Questa tendenza, rivela un conformismo mediatico in cui ogni idea realmente alternativa rimase sostanzialmente estranea al dibattito.

#### 5.2 I profeti disarmati
Alla fine degli anni Sessanta, quando si iniziò a dubitare della “nobile causa” in Vietnam, le critiche basate sull’insuccesso militare vennero tollerate; continuarono però a rimanere marginali le posizioni di coloro che rifiutavano la guerra come atto d’aggressione, analogamente a quanto avveniva nelle invasioni sovietiche. Mentre i media occidentali condannavano senza esitazioni l’intervento dell’URSS in paesi come l’Ungheria o l’Afghanistan, la presenza americana in Indocina non fu quasi mai etichettata come “invasione”. Gli Stati Uniti si presentarono come difensori del Sud contro un’“aggressione comunista”, imponendo tuttavia un regime accondiscendente e devastando vaste aree del Sud-Est asiatico. I corrispondenti, nella maggior parte dei loro servizi, riprendevano la versione ufficiale di Washington, relegando ai margini il punto di vista dei contadini vietnamiti e delle forze che resistevano. Si può dire che la stampa si limitò a seguire 3 obiettivi: 
1. riportare le comunicazioni del governo
2. verificare se fossero attendibili
3. valutare se la linea di azione annunciata funzionasse

#### 5.3 Analisi più ravvicinata dei primi stadi della guerra

Bandiera del Fronte Nazionale di Liberazione del Vietnam del Sud

Gli accordi di Ginevra del 1954 avrebbero dovuto riunificare il Vietnam con un’elezione generale entro due anni, ma gli Stati Uniti e il governo sudvietnamita boicottarono queste intese per timore che vincesse il Viet Minh. Dopo aver insediato nel Sud il regime di Ngo Diem, sostenuto da aiuti militari e repressioni di massa, gli Stati Uniti impedirono qualsiasi processo elettorale o di distensione interna, mentre la resistenza ricostituiva un proprio fronte politico (il Viet Minh divenuto poi F.L.N.). Ogni tipo di compromesso con le forze politiche locali era visto come una sconfitta personale degli Stati Uniti.
Con lo scopo di mantenere un governo fedele agli interessi americani, il governo Johnson passò a una vera e propria aggressione militare: prima sul piano interno, contro l’opposizione sudvietnamita, poi nel 1965 con bombardamenti e truppe di terra, estendendo le operazioni anche al Nord e all’intera Indocina. La strategia in questo caso era molto semplice: prima la repressione militare, poi forse il diritto dei popoli. 
I media appoggiarono la versione ufficiale che giustificava l’intervento come “difesa contro l’aggressione comunista” e ignorarono in gran parte il punto di vista della popolazione locale. Gli Stati Uniti proseguirono quindi la guerra in Vietnam nella cornice del modello di propaganda, senza che l’opinione pubblica occidentale si rendesse conto della reale natura di un’azione che devastò la regione e costò milioni di vittime.

#### 5.4 Le corrispondenze della guerra
Nel momento in cui l’intervento americano in Vietnam divenne massiccio, numerosi inviati di guerra si recarono in Indocina e riportarono le atrocità della guerra. Tuttavia, i loro servizi riflettevano il punto di vista dell’esercito statunitense senza mai dare una ricostruzione dei fatti attendibile e in modo da non creare controversie. In alternativa si trattava di versioni presentate nei briefing militari, mentre negli Stati Uniti le redazioni rimanevano legate alle posizioni ufficiali di Washington finché le divisioni interne all’élite non ampliarono lo spazio del dibattito.
I rastrellamenti nei villaggi e i bombardamenti dalle forze americane vennero sì riportate, ma quasi mai qualificate come tali. Il racconto delle vittime vietnamite era sostanzialmente assente o ridotto a pochi episodi isolati, senza che i media mostrassero sdegno paragonabile a quello dedicato alle violenze subite, ad esempio, dai piloti statunitensi prigionieri. Per i giornali, le devastazioni e i bombardamenti nel Sud erano illustrati di solito dal punto di vista degli aggressori: il contesto di distruzione sistematica rimase in gran parte invisibile al pubblico americano così come il punto di vista della popolazione vietnamita.
L’attenzione dei media, specialmente televisivi, si concentrò per lo più sugli americani impegnati in uno sforzo “difensivo” o “umanitario”, ignorando le ragioni della resistenza indigena e riducendo la discussione ad aspetti tattici o ai costi per gli Stati Uniti. Quando, in seguito all’offensiva del Tet del 1968, l’élite stabilì che la guerra era troppo dispendiosa, i media mutarono parzialmente tono, ma continuarono a presentare la prospettiva generale dell’amministrazione, senza approfondire le reali responsabilità di un conflitto che aveva devastato l’Indocina.

#### 5.5 Analisi di alcuni eventi cruciali della guerra

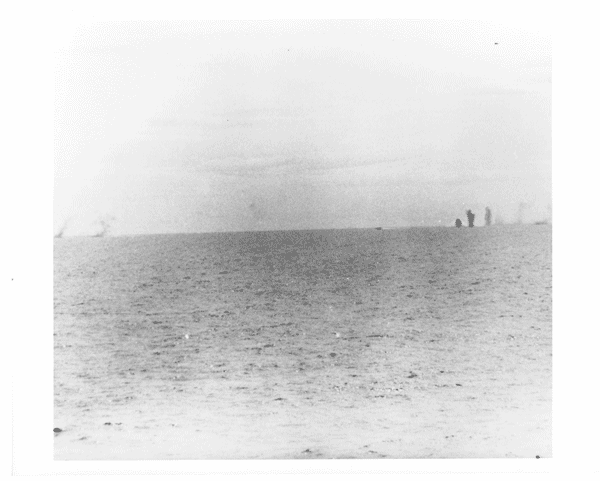
Motosiluranti nordvietnamite coinvolte nell'incidente

##### 5.5.1 L'incidente del Golfo di Tonchino
Nel 1964, mentre in Vietnam molti invocavano una soluzione politica negoziata, gli Stati Uniti temevano che un accordo favorisse le forze comuniste. Preferirono quindi allargare la guerra al Nord con operazioni segrete, culminate nei controversi incidenti del Golfo del Tonchino. Il “secondo attacco” del 4 agosto risultò inesistente, ma venne sfruttato dal presidente Johnson per ottenere dal Congresso la Risoluzione del Golfo del Tonchino: praticamente un “assegno in bianco” che spinse a un intervento militare di lunga durata con esiti disastrosi per tutta l’Indocina. I media americani accettarono in gran parte la versione ufficiale, ignorando prove e analisi che avrebbero potuto smentire la tesi governativa. Questo favorì l’escalation del conflitto, conclusosi solo nel 1973 con un accordo molto simile a quello che si sarebbe potuto negoziare già nel 1964.

##### 5.5.2 Loffensiva del Tet
Le critiche secondo cui i media avrebbero “perso la guerra” in Vietnam a causa di servizi incompetenti e di un atteggiamento ostile verso il governo ruotano in gran parte intorno allo studio condotto da Peter Braestrup per la Freedom House. L'evento chiave, secondo lo studio, è l'offensiva del Tet in quanto esempio lampante di incompetenza dei media. Da qui viene sviluppata una duplice tesi: i giornalisti avrebbero presentato la netta vittoria militare degli Stati Uniti come una sconfitta e ciò avrebbe contribuito a far perdere all’America la volontà di continuare la guerra (pugnalata nella schiena).
Il lavoro di Braestrup, accolto come l'analisi definitiva della Guerra in Vietnam, accusa in particolare la televisione di aver descritto come disfatta militare ciò che in realtà sarebbe stato un successo delle forze alleate agli Stati Uniti ed esercito Sud Vietnamita. Sostiene inoltre che i giornalisti sarebbero stati troppo inclini a “vedere il male” nelle forze americane, abbracciando ottusamente la causa dei comunisti e della controcultura anni 60. Questa interpretazione, molto popolare in certi ambienti, pretende che tale pessimismo mediatico abbia segnato l’opinione pubblica e il Congresso, spingendo verso il ritiro e, infine, verso la sconfitta americana.

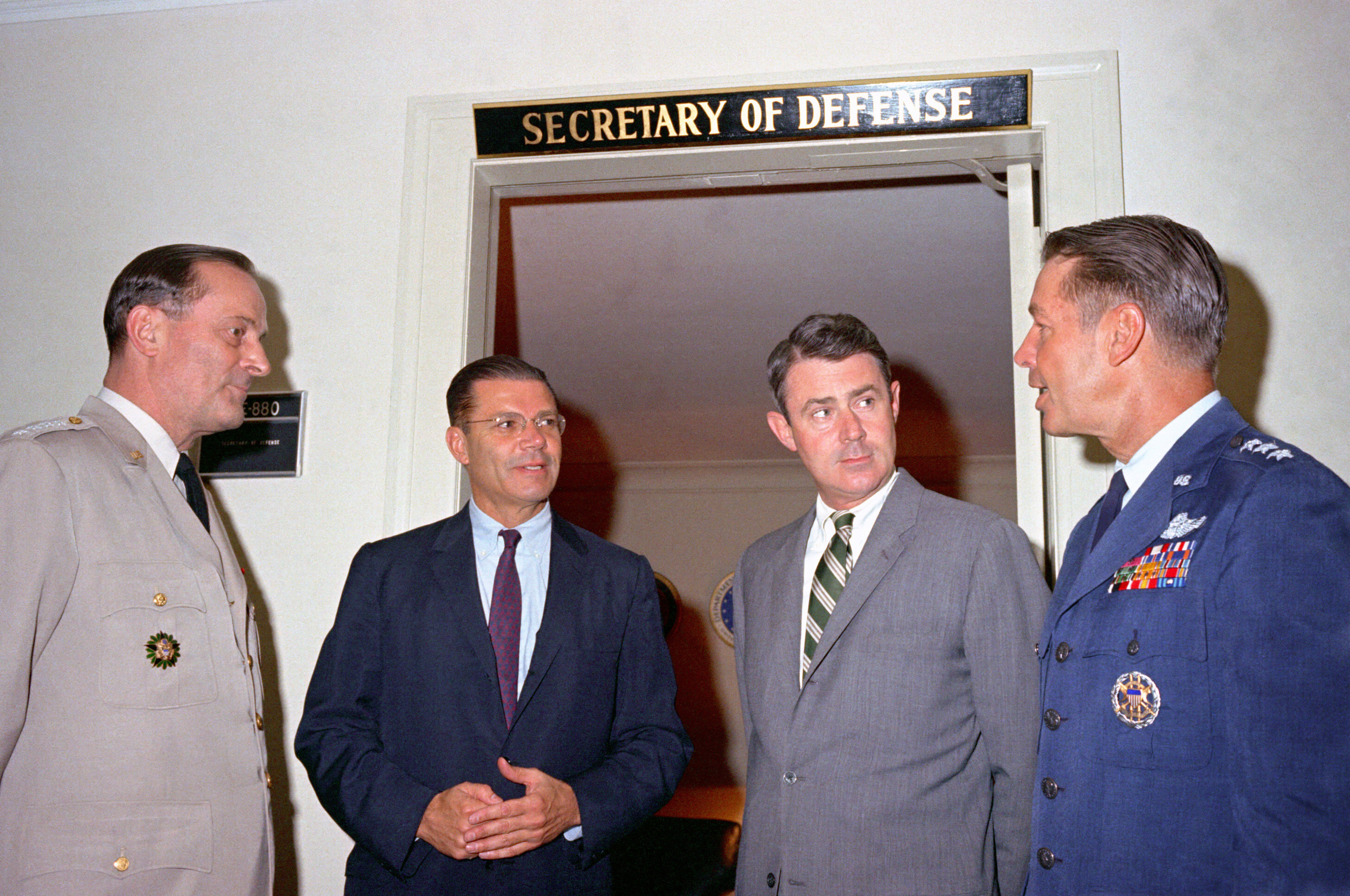
Il Segretario della Difesa Robert McNamara durante una riunione al Pentagono

Riguardo alla cosiddetta pugnalata alla schiena in realtà, un esame dei documenti presentati dallo stesso Braestrup, dimostra che all'offensiva del Tet la popolazione reagì chiedendo addirittura più durezza. Solo in seguito, e in modo graduale, gli americani persero fiducia nelle sorti del conflitto. Lo spostamento dell’élite politica di Washington verso una soluzione negoziata è avvenuto soprattutto in base ai rapporti riservati: MCNamara, già prima del Tet, affermava che la vittoria militare era un obiettivo fuori portata e che fosse necessario cambiare strategia. Dunque, l’idea che i giornalisti abbiano imposto ai governanti la rinuncia alla vittoria non trova riscontro nelle analisi delle stesse istituzioni militari e governative.
Quanto alla presunta “incompetenza”, i giornalisti hanno sì raccontato la presa di varie città da parte di Vietcong ed esercito nordvietnamita, ma non sono mai davvero usciti dal quadro offerto dal governo. Anche quando descrivevano le devastazioni inflitte dai bombardamenti che rasero al suolo interi villaggi e quartieri per “liberarli” dai guerriglieri, lo facevano adottando il linguaggio e le categorie del Pentagono. In altri termini, l'ostruzionismo dei media teorizzato da Braestrup non è riscontrabile, è ben visibile semmai la macchina della propaganda nel lavoro della Freedom House che costringe i media ad uniformarsi alla narrativa del governo americano.

##### 5.5.3 Gli accordi di pace di Parigi
Dopo l’offensiva del Tet l’amministrazione americana, stretta tra gli elevati costi del conflitto e una drastica perdita di consenso, ridusse il contingente di leva in Vietnam, cercando di affidare i combattimenti all’esercito sudvietnamita (comunque armato e finanziato dagli Stati Uniti). Ufficialmente i bombardamenti a Nord furono sospesi, anche se Hanoi venne bombardata il giorno di Natale del 1972, ma l’aviazione intensificò le incursioni devastanti in Laos e Cambogia, mentre al Sud venne avviato il programma Phoenix per reprimere definitivamente l’FLN.
La prima bozza di negoziato venne messa a punto nell'ottobre del 1972 per poi arrivare alla firma il 27 gennaio a Parigi. Malgrado la crescente disponibilità a un negoziato, Washington continuò a puntare sulla creazione di un Vietnam del Sud “indipendente” ma di fatto soggetto agli Stati Uniti. Gli accordi del '73 riprendevano in sostanza richieste dell'’F.L.N. ovvero: due governi paralleli al Sud, graduale unificazione, fine delle ingerenze esterne. Nixon e Kissinger presentarono però una versione deformata del testo, ignorando clausole-chiave e consentendo a Saigon di violare il cessate il fuoco. Quando il Nord reagì, la caduta di Saigon permise ai media e al governo americano di accusare i comunisti di non aver rispettato gli accordi. Questa lettura, sostenuta da comunicati ufficiali e ripresa dalla stampa più allineata, consolidò l’idea che trattare con i “comunisti” fosse impossibile, e mascherò la responsabilità USA nella lunga devastazione dell’Indocina.

#### 5.6 La Guerra del Vietnam in retrospettiva
Caduta Saigon nel 1975, l’Indocina si ritrovò in macerie dopo decenni di guerre coloniali e con un bilancio di quasi 3 milioni di morti. Gli Stati Uniti, invece, si dedicarono a una “ricostruzione ideologica”: bisognava far dimenticare al pubblico le violenze e i crimini commessi in Vietnam, presentando il conflitto come un «tragico errore» o «sconfitta strategica», anziché un atto di aggressione deliberato. Da qui la necessità di sradicare quella che prenderà il nome di sindrome del Vietnam.
La stampa e la televisione avevano già sostenuto la narrazione ufficiale durante il conflitto, definendo l’azione americana una “difesa contro l’aggressione comunista”, ma nella realtà dei fatti l’esercito USA devastava completamente il territorio del Sud. Nel dopoguerra, i media mantennero lo stesso schema: si parlò soprattutto delle difficoltà degli Stati Uniti o delle sofferenze dei soldati. La distruzione "era stata reciproca", come disse Carter, quindi era lecito sentirsi esautorati da ogni tipo di responsabilità derivante dal conflitto. In questo scenario, bloccare gli aiuti e prolungare i sacrifici locali, rimasero in secondo piano.
Anche se tutte le retrospettive non misero mai in dubbio che gli americani avessero perso la guerra, evitarono di chiamare i fatti per nome, trattando l’aggressione come un tema controverso e relegando le accuse più dure a poche voci minoritarie. In questo modo, l’opinione pubblica americana fu dirottata verso la lettura di una guerra tragica, non moralmente sbagliata. Tutto questo mette radicalmente in discussione i media come un sistema di informazione libero e indipendente.

### 6 Le guerre in Indocina: Laos e Cambogia
Gli Stati Uniti ostacolarono ripetutamente ogni soluzione politica in Laos e violarono gli accordi di Ginevra, finanziando integralmente l’esercito locale e appoggiando colpi di stato filoccidentali. Nel 1958, dopo un’elezione regolare vinta dalla sinistra (Pathet Lao e neutralisti), Washington sospese gli aiuti, contribuendo al rovesciamento del governo. A seguire, una serie di regimi appoggiati dagli USA alimentò la guerra civile, mentre, a partire dal 1964, i bombardamenti americani divennero sempre più massicci, colpendo in particolare il nord del paese e devastando villaggi e campagne.
Malgrado testimonianze e inchieste di giornalisti e operatori umanitari, i media statunitensi non divulgarono adeguatamente queste informazioni, riportando soprattutto la versione secondo cui i raid servivano a fermare “l’infiltrazione” nordvietnamita. La complicità dei mezzi d’informazione permise che il conflitto rimanesse perlopiù “invisibile” al grande pubblico, favorendo la prosecuzione delle distruzioni. Al termine della guerra, un decimo della popolazione risultò ucciso e un altro decimo sfollato, in quello che fu uno dei capitoli più drammatici e meno raccontati dell’intervento americano in Indocina.

#### 6.2 La Cambogia

##### 6.2.2 Problemi di scala e di responsabilità
Nel “decennio del genocidio” cambogiano si distinguono tre fasi, trattate in modo molto diverso dai media:
- Fase 1 (1969-1975) - Mentre la guerra in Vietnam si estende, gli Stati Uniti bombardano intensamente la Cambogia e sostengono cambi di governo che sconvolgono il paese, causando centinaia di migliaia di morti e milioni di sfollati. Questa tragedia — per la quale Washington è in larga parte responsabile — rimane sostanzialmente ignorata[46].
- Fase 2 (1975-1979): Dopo la presa di potere dei Khmer rossi, guidati da Pol Pot, si assiste a un vero e proprio massacro ampiamente documentato e denunciato come olocausto comunista. Qui l’attenzione mediatica e la condanna morale sono fortissime, anche perché il regime è percepito come “nemico” degli Stati Uniti.
- Fase 3 (dal 1979): L’invasione vietnamita rovescia il regime di Pol Pot. Poiché il Vietnam è già avversario di Washington, i media occidentali descrivono la Cambogia come vittima di una nuova “aggressione comunista”. Intanto, in nome dell’ostilità verso Hanoi, gli Stati Uniti finiscono col sostenere, insieme alla Cina, la riconfigurazione delle forze di Pol Pot. Nascono anche accuse di un “genocidio silenzioso” a opera dei vietnamiti, spesso basate su fonti inaffidabili.

In questa narrazione, l’impatto devastante dei bombardamenti e delle ingerenze americane nella fase 1 rimane quasi invisibile, mentre la fase 2 (atrocità di Pol Pot) e la fase 3 (presunta aggressione vietnamita) ricevono un’enorme attenzione, in linea con la logica del “modello della propaganda”, che privilegia o oscura le vittime a seconda dell’orientamento politico di chi commette i crimini.

##### 6.2.3 Una terra non così gentile: un po' di storia
La Cambogia era tutt’altro che una “terra gentile” priva di tensioni: già prima del genocidio di Pol Pot, il paese conosceva violenze endemiche tra popolazione rurale e oppressori provenienti dalle élite urbane. Negli anni cinquanta, l’esercito di Lon Nol (poi alleato degli Stati Uniti negli anni settanta) si rese responsabile di atrocità contro i villaggi, lasciando un retaggio di odio e rappresaglie.
Con l’intensificarsi della guerra in Vietnam, gli Stati Uniti e i loro alleati sudvietnamiti lanciarono incursioni e bombardamenti anche sulla Cambogia, causando morti e profughi ben prima di Pol Pot. Il principe Sihanouk, che guidava il paese fino al 1970, tentò di mantenere la neutralità, ma subì pressioni e attacchi da parte di forze anti-comuniste sostenute dagli USA. Il colpo di Stato del 1970 rovesciò Sihanouk e aprì la strada all’escalation di violenze e bombardamenti americani sul territorio cambogiano.
Nei media statunitensi, le responsabilità di Washington furono in gran parte ignorate o rovesciate in accuse contro Phnom Penh, dipinta come “irragionevole” per aver protestato contro gli attacchi. L’attenzione si concentrò più tardi sulle atrocità dei Khmer rossi, senza riconoscere che la guerra americana aveva già devastato la società cambogiana rurale e preparato il terreno per i massacri successivi.

##### 6.2.4 Fase 1: la distruzione della Cambogia da parte degli Stati Uniti
A partire dal marzo 1969, gli Stati Uniti avviarono una massiccia campagna di bombardamenti, attaccando presunti avamposti vietnamiti, ma colpendo in realtà anche molti villaggi abitati da civili cambogiani. Già pochi giorni dopo l’inizio di queste incursioni, il principe Sihanouk protestò pubblicamente, facendo appello alla stampa internazionale: i media occidentali non prestarono orecchio
Nel 1970 la monarchia venne rovesciata con un colpo di Stato. Il regime che prese il potere autorizzò incursioni sudvietnamite e americane ancor più devastanti: tra il 1972 e il 1973, l’offensiva raggiunse livelli tali da essere definita “genocida” da alcune inchieste, poiché continuò a colpire massicciamente aree densamente popolate.
L’effetto fu catastrofico: un terzo della popolazione divenne profuga, e Phnom Penh si riempì di sfollati in condizioni drammatiche. Nel frattempo, l’estrema brutalità dei raid spinse molti contadini a sostenere i Khmer rossi, prima marginali, ma ora percepiti come difensori del paese. Il regime di Lon Nol, appoggiato dagli Stati Uniti, rimase impopolare e sempre più dipendente dagli aiuti americani, finché, nel 1975, la Cambogia non cadde sotto il controllo dei Khmer rossi, aprendo la strada agli ulteriori orrori del regime di Pol Pot.

##### 6.2.5 La fase 1 nei media
Nonostante fossero disponibili ampie informazioni sulla devastazione causata dai bombardamenti americani (la cosiddetta fase 1 del genocidio), i grandi media in pratica ignorarono le testimonianze dei profughi ammassati a Phnom Penh e altrove, preferendo descrivere i cambogiani come un popolo fatalista in attesa della “salvezza” americana. I corrispondenti occidentali, pur di fronte alla distruzione più totale si limitarono a riportare frammenti di conversazioni che spesso davano la colpa agli ufficiali cambogiani o addirittura ai “nemici” comunisti.
Terminata la guerra, molti giornalisti e commentatori denunciarono il “genocidio dimenticato” soltanto in riferimento alle atrocità dei Khmer rossi (la fase 2), ma non fecero autocritica per aver trascurato le sofferenze inflitte dai bombardamenti USA e dai governi filoamericani. Così, la memoria collettiva occidentale finì per focalizzarsi quasi solo sui crimini di Pol Pot, relegando in secondo piano la brutale distruzione del paese durante gli anni di intervento militare statunitense.

##### 6.2.6 L'era di Pol Pot
Nell’aprile 1975, i Khmer rossi presero il potere in Cambogia (fase 2). Fin dall’inizio la stampa americana li accusò di politiche brutali e genocidio, ignorando però i massicci bombardamenti e le distruzioni della fase precedente (1969-1975), dovuti all’intervento degli Stati Uniti. Le denunce verso Pol Pot si basarono spesso su fonti inesatte o gonfiate, ma funzionali a incolpare senza riserve il regime comunista, in contrasto con il silenzio sulle responsabilità statunitensi per la devastazione che preparò il terreno ai massacri successivi.
Alcuni specialisti, inclusi funzionari del Dipartimento di stato, inizialmente avanzavano stime molto inferiori rispetto ai “due milioni di vittime” spesso citati. Eppure, queste voci più “scettiche” non trovarono spazio nei media, che preferirono una narrazione di “terra gentile” vittima di un gruppo di ideologi spietati. L’indignazione verso i Khmer rossi contrastò nettamente con la scarsa attenzione ai crimini della fase 1 o ad altri contesti di violenze sostenute dagli Stati Uniti.

##### 6.2.7 La fase 3 in Indocina: la Cambogia e il dissanguamento del Vietnam
Verso la fine degli anni settanta, mentre il regime di Pol Pot (fase 2) era universalmente condannato, gli Stati Uniti non esitavano a sostenere altre forze responsabili di atrocità simili, come l’Indonesia impegnata a Timor Est. In seguito, con l’invasione vietnamita in Cambogia (1978-1979), gli Stati Uniti iniziarono a appoggiare apertamente una coalizione anti-vietnamita dominata in gran parte proprio dai Khmer rossi, il che vanificava la precedente “condanna morale” di Pol Pot.
I motivi di questo sostegno vanno dall’allineamento con le strategie cinesi, ostili al Vietnam, al desiderio di “dissanguare” Hanoi perché non si riprendesse dallo scontro con l’Occidente. Sul piano mediatico, la posizione ufficiale degli Stati Uniti era una mera finzione: in realtà, Pol Pot e i suoi seguaci ricevettero armi e aiuti che rafforzarono il loro potere nei territori di confine, col tacito consenso occidentale.
Nel complesso, l’Occidente trattò con durezza il Vietnam, additato come “oppressore” in Cambogia, ignorando che la popolazione cambogiana, benché sotto dominio vietnamita, godeva di condizioni migliori rispetto alla fase sotto i Khmer rossi. Le accuse di “genocidio” contro il Vietnam, paragonato ai “prussiani dell’Asia”, rientravano in un più ampio disegno propagandistico, caratterizzato dal sostegno americano a regimi e situazioni analoghe (come l’invasione di Timor) quando tornava utile per fini geopolitici.

#### 6.2.8 La fase 3 in America: il grande silenzio e la potenza nascosta della sinistra
Verso la fine degli anni Settanta, molti commentatori occidentali accusarono i Khmer rossi di atrocità straordinarie, parlando di “silenzio” dei media di fronte a tali crimini. In realtà, la stampa americana e britannica ne aveva discusso ampiamente, spesso attribuendo fin dall’inizio ai Khmer rossi un ruolo simile a quello di Hitler o Stalin. I veri “silenzi”, piuttosto, riguardarono la “fase 1” del genocidio (i bombardamenti e le distruzioni americane) e il sostegno di Washington a regimi altrettanto brutali, come l’Indonesia a Timor Est.
Alcuni autori, come William Shawcross, sostennero che la sinistra occidentale avesse “coperto” Pol Pot e che questo scetticismo avesse paralizzato l’opinione pubblica. Tali affermazioni, però, non reggono all’esame dei fatti: non esistevano in Occidente movimenti organizzati a difesa dei Khmer rossi, e la grande stampa non fu affatto inerte o scettica. Inoltre, la tesi secondo cui il governo americano avrebbe condotto “con prudenza” la propria comunicazione su Pol Pot è smentita dall’intensa campagna di accuse di genocidio, alimentata da numerose fonti (incluse quelle governative).
In parallelo, gli Stati Uniti appoggiarono apertamente gli sforzi della Cina per “dissanguare” il Vietnam e, dopo l’invasione vietnamita della Cambogia, finirono per sostenere (direttamente o indirettamente) gli stessi Khmer rossi che avevano in precedenza condannato, con l’argomento che fosse necessario bilanciare il potere di Hanoi nella regione. Anche questa incoerenza ottenne poca attenzione dai media occidentali, maggiormente concentrati sulla narrazione di un “mostro comunista” in Cambogia e meno sulle responsabilità americane nella guerra precedente o sul rinnovato appoggio a Pol Pot nelle basi al confine con la Thailandia.

##### 6.2.9 Sintesi conclusiva
Nel periodo precedente e durante il “decennio del genocidio” cambogiano, i media occidentali si comportarono secondo schemi tipici della propaganda.
- Fase 1 (1969-1975). I massicci bombardamenti e i massacri dovuti all’intervento americano furono sostanzialmente ignorati. Nonostante i numerosi profughi, i loro racconti non trovarono spazio e i media non considerarono questa fase come un atto di genocidio[48].
- Fase 2 (1975-1979). L’attenzione si concentrò ossessivamente sui Khmer rossi e sulle loro atrocità, spesso sfruttate per riabilitare retrospettivamente i crimini occidentali in Indocina (fase 1). In questa “crociata” furono accantonati i dati più sfumati degli specialisti governativi, mentre le denunce più forti e talvolta imprecise godevano di grande risonanza.
- Fase 3 (dopo il 1979). Con l’invasione vietnamita che rovesciò Pol Pot, l’indignazione si spostò contro il Vietnam, presentato come nuovo oppressore. Gli Stati Uniti, intanto, sostennero di fatto la coalizione anti-vietnamita in cui i Khmer rossi avevano un ruolo centrale, pur avendone appena condannato i crimini.

In sintesi, i media enfatizzarono le atrocità dei nemici ufficiali (come i Khmer rossi), trascurando le responsabilità americane nel primo periodo e poi ignorando il sostegno statunitense a Pol Pot dopo il 1979. Questa gestione selettiva delle notizie contribuì a giustificare la politica occidentale in Indocina e a rinnovarne l’ideologia dopo il “trauma” del Vietnam, senza mostrare un reale interesse per il benessere del popolo cambogiano.

### 7 Conclusioni
(Murray Irwin Gurfein, giudice della Corte d'Appello del secondo circuito degli Stati Uniti d'America assegnato al caso Pentagon Papers)
La stampa e i media in generale dovrebbero essere portatori e garanti per i cittadini di informazioni utili al fine di poter esercitare un controllo effettivo sulla politica. Il modello di propaganda ci mostra invece come in realtà siano schierati per difendere le posizioni di gruppi economici, politici e istituzioni selezionando temi, attribuendogli una scala di valori, scegliendo enfasi o toni e gestendo la cornice entro cui mantenere il dibattito. 
Gli esempi presentati — come la pubblicazione dei Pentagon Papers, lo scandalo Watergate, la copertura mediatica della guerra del Vietnam — mostrano come le testate giornalistiche e televisive tendano a filtrare o trascurare informazioni capaci di mettere in discussione l’operato statunitense o i progetti delle élite. Il genocidio cambogiano per esempio divenne estremamente utile per scatenare un'ondata anticomunista senza che nessuno muovesse un dito nei confronti delle vittime. Invece di essere “cani da guardia” i media in pratica sono delle istituzioni molto potenti che fanno eco all'ideologia di un sistema politico. La macchina della propaganda agisce quindi spontaneamente e senza troppe pressioni: sfidare il punto di vista corrente è un atto di disobbedienza che può costare caro a un professionista dell'informazione.
Per fra fronte a tutto ciò è necessario guardare a una stampa veramente libera e a un maggiore pluralismo mediatico. Una società democratica richiede sia canali d’informazione accessibili al pubblico, sia l’organizzazione di gruppi e movimenti capaci di esercitare pressione perché i media non restino esclusivamente al servizio di interessi ristretti.

### Lo Specchio in Pezzi: Il Caso italiano
A chiudere il volume, Letizia Paolozzi e Alberto Leiss esaminano lo stato dell'informazione in Italia, passando in rassegna l'atteggiamento dei giornali in occasione dei più importanti eventi politici e di cronaca.
Dato il cambiamento epocale avvenuto dopo il crollo del muro di Berlino e il lento smantellamento del blocco socialista viene da chiedersi se il modello di Chomsky sia ancora utile per la comprensione dei media e dei meccanismi della propaganda. Per prima cosa è venuto meno uno dei capisaldi ideologici delle democrazie occidentali ovvero l'anticomunismo: argomento sempre valido dalla Guerra fredda in poi. In ogni caso l'economia di mercato la fa ancora da padrona anche se lo sviluppo delle reti digitali sta rivoluzionando la visione sia di chi produce informazione sia di chi la consuma, tanto da far sì che le due figure possano sovrapporsi (prosumer).

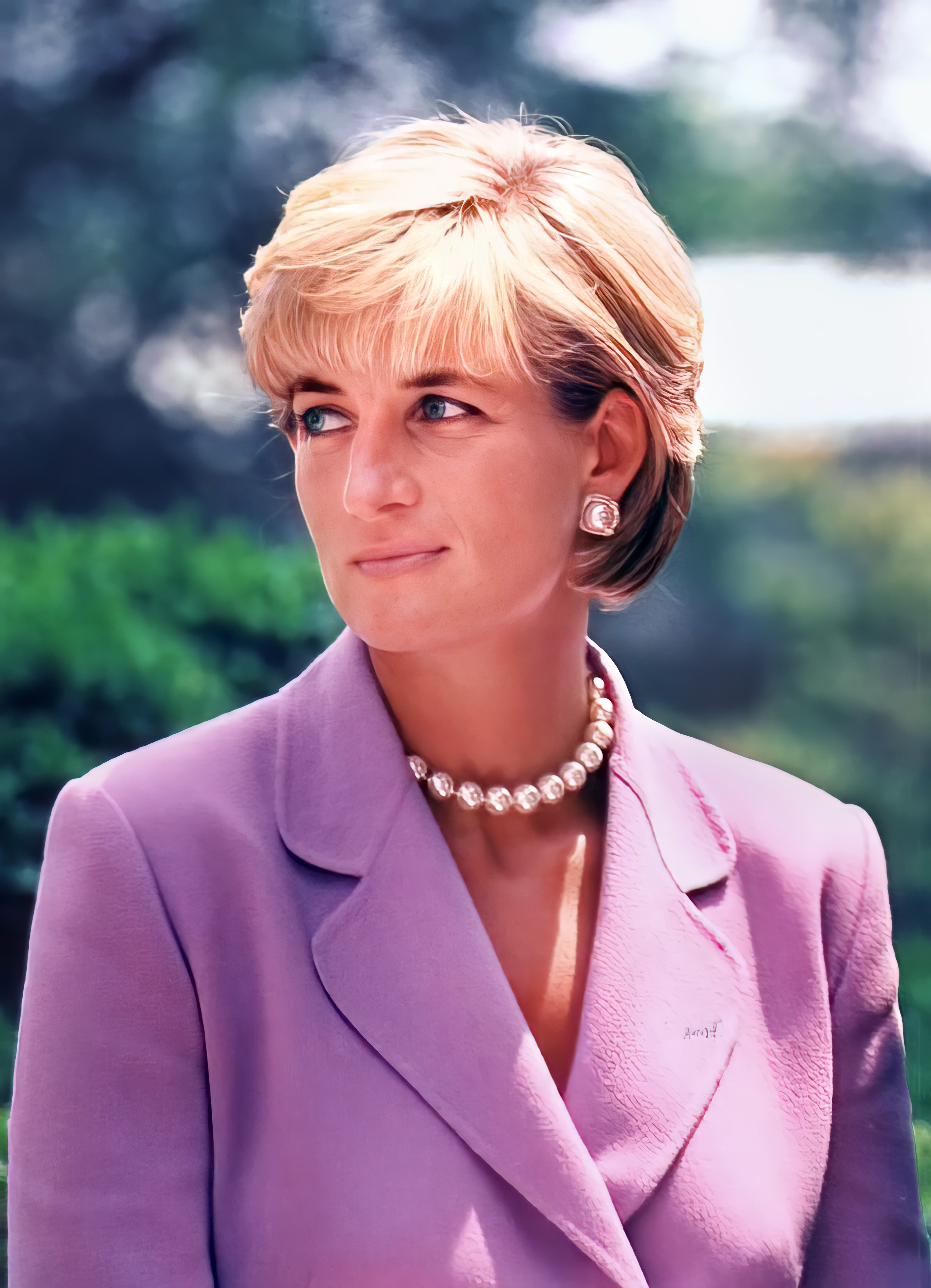
Diana Spencer, anche detta Lady Diana

La globalizzazione e l'internazionalizzazione delle economie stanno mettendo in discussione alcuni paradigmi come l'autorità degli stati nazionali e la forza delle fonti di informazione governative. Più in generale è lecito però parlare di una vera e propria crisi di credibilità dei mezzi di comunicazione: se per molti versi il potere dei media è enfatizzato, per altri i sondaggi rivelano che il pubblico sia molto diffidente nei loro confronti. Questo potere si esprime d'altra parte attraverso la sovranità della televisione che secondo Pierre Bourdieu è diventata "un formidabile strumento di mantenimento dell'ordine simbolico dato". In sostanza ci si scaglia contro i nuovi padroni del mondo cioè i vari amministratori delegati delle multinazionali dell'IT e i magnati delle multinazionali dei media.
Soprattutto dopo la morte di Lady Diana ci si è interrogati a livello mondiale sulla responsabilità dei mass media e se il giornalismo abbia ancora il ruolo di quarto potere, ovvero di strumento dalla parte del popolo capace di tenere sotto controllo i poteri costituiti. La spiegazione a questa crisi ci è offerta con una metafora che definisce i media come uno specchio, a volte opaco altre volte deformante. In questo specchio si riflettono tutte le fragilità della società moderna: da quella dei sistemi di potere ai governi, dai partiti politici alla famiglia e la Chiesa. E dato che spesso l'immagine riflessa non è ciò che ci aspettiamo ecco spiegati gli attacchi al sistema dell'informazione.
L'Italia diventa in questo senso un caso emblematico di come la rottura degli equilibri di potere si sia risolta a favore dei media, che spesso diventano una versione impropria di quello giudiziario. 

#### Quando l'audience fa giustizia

Il magistrato Antonio Di Pietro durante un processo dell'inchiesta Mani Pulite

Il 21 novembre 1994 viene recapitato un avviso di garanzia per corruzione al presidente del Consiglio Silvio Berlusconi. Fatto che porterà poco dopo alla caduta del suo governo. La prima condanna avviene nel 1998 quando il defunto leader di Forza Italia questa volta è all'opposizione. Riguardo l'avviso di garanzia del '94, il Corriere della Sera riuscì ad avere la notizia con 8 ore di anticipo: sulla presunta fuga di notizie venne condotta un'inchiesta che non porterà però a nulla di fatto.
A partire da Mani pulite, nel rapporto sulla conduzione delle inchieste giudiziarie in Italia e i mass media, possiamo riscontrare una fabbricazione del consenso che ha visto una netta contrapposizione all'interno del panorama dell'informazione: da un lato i giustizialisti, con tanto di pool di cronisti giudiziari, dall'altro i garantisti. Nel caso dell'ex Premier, questa spaccatura diventa ancora più evidente. Si è assistito infatti a uno scontro tra interessi economici e politici che vedono da un lato l'universo editoriale berlusconiano (comprendente Il Giornale e i settimanali Il Foglio e Panorama) in contrasto sia con il gruppo De-Benedetti/Caracciolo (La Repubblica e L'Espresso) che con Cesare Romiti/Fiat (La Stampa e il Corriere della Sera). 
Durante la prima fase delle inchieste anti corruzione, queste testate sostennero alacremente il lavoro della magistratura vista come la portatrice di una rivoluzione politica in Italia. Quando però le inchieste si diressero anche verso alcuni dei nomi importanti dell'imprenditoria dei media i toni si fecero molto più pacati. In generale nessun organo di informazione è stato in grado di portare avanti un approfondimento serio sulla corruzione politica e sui possibili rimedi. Fondamentalmente gran parte del sistema si è limitato a sostenere o a criticare il lavoro della figura di spicco dell'inchiesta: il magistrato Antonio Di Pietro. 
La grande novità di questo caso è che i mass media si sono trasformati in un mezzo con cui si conquista un riconoscimento politico molto più forte di quello legittimato tramite le elezioni. D'altra parte, l'inquietudine scaturita dal progressivo impoverimento delle autorità statali nelle democrazie occidentali, è stato sostituito dal potere dei media e della giustizia: il pericolo è che queste due forze strettamente legate alla pressione dell'audience e alle reazioni del pubblico possano creare un pericoloso disordine.

#### Il Leader e il direttore

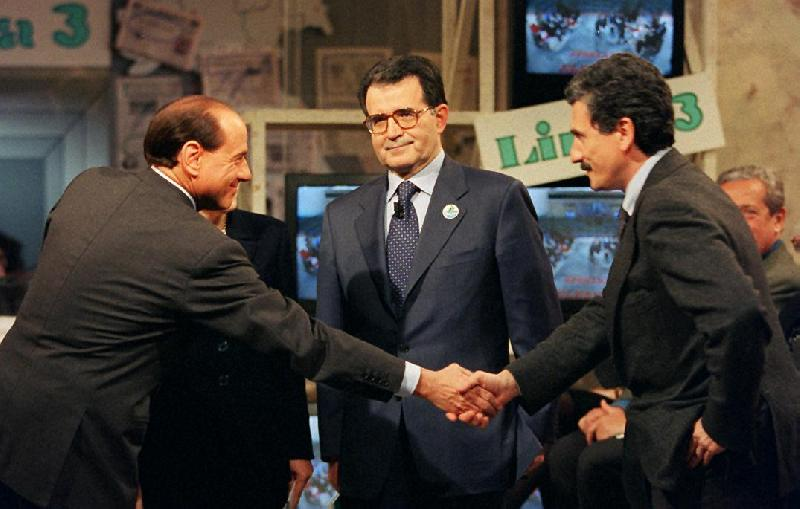
Silvio Berlusconi, Romano Prodi e Massimo D'Alema al dibattito televisivo a "Linea Tre", il 12 aprile 1996.

Nel novembre del 1997 il Corriere della Sera pubblica un'inchiesta che mette in luce il tentativo dell'allora leader del PDS Massimo D'Alema di controllare i sindacati. La già scarsa considerazione verso i giornalisti già dimostrata dall'onorevole, in questo caso arriva a colmare la misura, tanto da denunciare all'Ordine dei Giornalisti la falsità delle informazioni riportate dal quotidiano. A fronte di ciò, il direttore del quotidiano Ferruccio De Bortoli, risponde a D'Alema paragonandolo all'ex leader del PSI Bettino Craxi: fu così che si passò dall'esposto alla querela con la richiesta di un risarcimento pari a 2 miliardi di lire. La vicenda si concluse nel 1998 quando il leader della sinistra, divenuto Presidente del Consiglio, decise di ritirare le accuse. Accuse che vennero comunque vagliate dai diversi organi regionali dell'Ordine dei Giornalisti, dando esiti abbastanza incoerenti. In ultima istanza assolvono il direttore De Bortoli ma nella sentenza si legge una requisitoria contro il giornalismo sensazionalistico.
Guardando invece l'atteggiamento del segretario dei D.S. si intravede una certa arroganza del potere politico che minaccia la libertà di stampa ma anche un certo imbarazzo di fronte agli attacchi del giornalismo d'assalto. A ben vedere, il fatto che un leader politico tenti di ingraziarsi i sindacati, risulta abbastanza normale: ma se tutto ciò viene raccontato come un intreccio di oscure trame di palazzo allora si rischia di spettacolarizzare la realtà in nome della ricerca di uno scoop a tutti i costi. 
In sostanza la degenerazione dei toni e del linguaggio, sia della politica che dell'informazione, sono dei chiari segnali della crisi tra i due mondi. Mondi che però vivono in un continuo movimento di attrazione e repulsione tra loro: la spettacolarizzazione indubbiamente attrae una politica che spesso ha ben poco da dire, mentre l'informazione da parte sua deve saper sfruttare il massimo degli argomenti che hanno a disposizione: anche quando non sono gran ché. 

#### Il Partito del "mago"

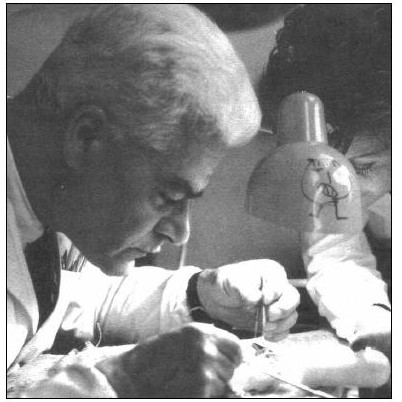
Il medico Luigi Di Bella

Verso la fine degli anni '90, la terapia per la cura del tumore sviluppata da un medico modenese, diventa un caso mediatico e politico. Con il cosiddetto metodo Di Bella, che fondamentalmente si basa sulla somatostatina, sono seguiti 10000 pazienti gravi. Nell'agosto del '97 la commissione unica del farmaco, respingendo la richiesta di utilizzare la "miracolosa" cura Di Bella per uso compassionevole, scatena l'opinione pubblica. Dopo l'apparizione del medico in televisione si indicono manifestazioni a favore della cura che inneggiano ad una distribuzione gratuita del farmaco. La mancanza di risposte immediate sia da parte delle istituzioni che del mondo scientifico viene vista con grande diffidenza e come una mancanza di sensibilità nei confronti dei pazienti. 
Nel febbraio del '98 la cura Di Bella giunge davanti alla Commissione Oncologica, che definendo i protocolli, dà il via alla sperimentazione ufficiale. In marzo, una sentenza del TAR, impone la somministrazione di somatostatina ai malati terminali ma in luglio arrivano i primi risultati della sperimentazione rivelando che la cura non offre i risultati sperati: un uomo di 81 anni in Friuli si spara alla testa mentre alcune farmacie a Milano sono prese d'assalto. Nonostante gli esiti negativi due italiani su tre continuano a credere nella cura: d'altronde anche quelle scientificamente accreditate stentavano a funzionare. Il dibattito politico intanto si mischia con gli eventi televisivi mentre i giornalisti scientifici insorgono per non essere stati minimamente interpellati nella gestione delle notizie.
L'atteggiamento dei media di fronte a una vicenda così polarizzata tra pro e contro, tra mondo della medicina e pazienti, non ha minimante optato per un confronto critico ma è passato da una semplificazione a un'altra senza mai trovare un linguaggio adatto ma cercando unicamente di massimizzare l'audience. 

#### L'unitrice in prima pagina
Nel febbraio del '98 una prostituta di Ravenna si dichiara sieropositiva: il cognome e la fotografia finiscono sulle prime pagine dei quotidiani scatenando l'allarme di 5000 clienti che con lei avevano avuto rapporti non protetti. Al di là dell'ipotesi di reato di procurata epidemia la donna viene dipinta come un'untrice. Si cerca di ricostruire la mappa degli uomini con cui ha avuto rapporti e viene istituito un numero verde a cui queste persone posso dichiararsi. In tutto questo il racconto ruota attorno alla figura "della mantide" senza minimamente considerare che ci sia di mezzo una donna sfruttata e che, anche di fronte al pericolo di una malattia come l'AIDS, la chiesa cattolica continui ad opporsi all'uso del preservativo. Piuttosto che affrontare il problema la politica sceglie di affidarsi alla legge e al vecchio luogo comune dell'untore. 

#### I mostri quotidiani
Quando ci si trova a trattare il tema della pedofilia è impossibile prescindere da un'indignazione collettiva. Sentimento che, nella narrazione portata avanti dai media, unitosi ad altri luoghi comuni come la caccia al mostro è stato amplificato e rilanciato notevolmente agli occhi della pubblica opinione. Anche in questo caso non mancano le semplificazioni: omosessualità e pedofilia sono spesso appaiate. La ricerca del consenso nell'audience passa dalle reti nazionali trasmettendo la vicenda del mostro di Foligno durante l'ora di cena, non senza scatenare polemiche tra i telespettatori. Sarà però l'omicidio di Silvestro Delle Cave a scatenare la gogna mediatica e la sete di vendetta. La madre viene invitata in televisione dove augura una morte lenta agli assassini, viene richiesta l'introduzione della pena di morte e tutta la vicenda verrà raccontata con dovizia di particolari che diventano merce giornalistica. Altra faccia della medaglia è la vicenda di un educatore detenuto per abusi su minori, nonostante esili prove, e che gran parte del suo quartiere abbia testimoniato a suo favore.
I media in questi casi non si limitano a registrare una terribile realtà ma preferiscono dar forma alle angosce della collettività disegnando la figura dell'orco. La meccanica dei mezzi di informazione si ferma allo sdegno e la condanna sociale, senza considerare che spesso questi episodi sono frutto di una complicità familiare che spesso agisce nel silenzio delle pareti domestiche: ci si limita alla registrazione dello scandalo senza guardare cosa ci sia all'origine di una vicenda così drammatica. 

#### Il silenzio degli squatter

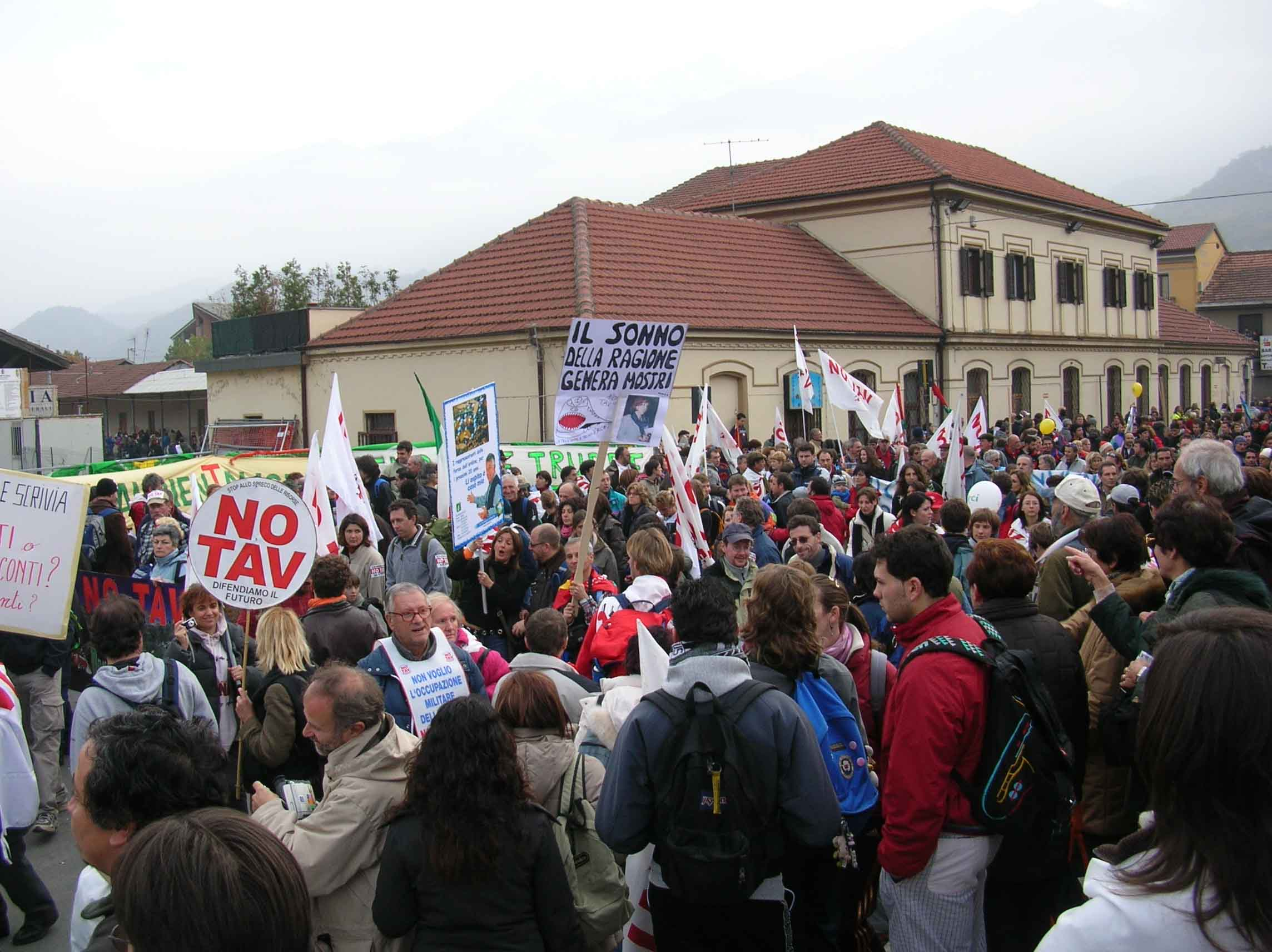
Manifestanti contro la ferrovia ad alta velocità Torino Lione in Val Susa

All'inizio del marzo del 1998 Edoardo Massari, detto "Baleno", la sua compagna Maria Soledad Rosas, "Sole", e Silvano Pellissero vengono arrestati con l'accusa di essere coinvolti in degli attentati contro i cantieri dell'alta velocità ferroviaria in Val Susa. Tutti appartengono all'ambiente dei centri sociali torinesi: la parola squatter entra a far parte del vocabolario giornalistico italiano. In risposta agli arresti, i loro compagni organizzano delle manifestazioni reclamando l'innocenza dei tre. La vicenda in sé non ha grande risonanza fintanto che Massari si suicida in carcere. Durante i funerali, espressamente richiesti senza autorità e senza la presenza della stampa, alcuni giornalisti decidono di esserci in ogni caso: in tutta risposta vengono aggrediti dai militanti presenti alla funzione. La violenza contro l'intrusione finisce su tutti i giornali e squatter diventa sinonimo di disagio giovanile. La macchina dei media, accecata dal dovere di informazione, non è in grado di accettare che si possa rimanere in silenzio di fronte a un lutto. La vicenda da qui si evolve in modo disperato: anche "Sole" decide di suicidarsi, pur avendo ottenuto gli arresti domiciliari, mentre una serie di pacchi bomba inesplosi vengono recapitati al direttore sanitario del carcere di Torino e a diversi esponenti politici. A questo punto si inizia a parlare del ritorno degli anni di piombo, di un nuovo '68 e di terrorismo di stato. 
Piuttosto che cercare un confronto fatto del riconoscimento tra le parti, il sistema dei media preferisce appoggiarsi ad argomenti già noti come la repressione della destra e l'appello al dialogo della sinistra. Quando la questione tende a radicalizzarsi si preferisce riesumare vecchie categorie di pensiero dando sfogo a tutte le possibili dietrologie, senza che nessuno però si sia mai posto la domanda se quegli arresti fossero giustificati.

#### Per una grammatica dei sentimenti
Nella sovrabbondanza di avvenimenti il vero problema è la ricerca di senso nell'eccesso. Marc Augé
Nel mondo globalizzato in cui si è assistito a un cambio radicale del rapporto spazio/tempo il ruolo e il potere dell'informazione necessitano di una ridefinizione più ampia della missione del giornalista partendo da alcuni concetti chiave
- Consenso: abolire il sensazionalismo per indagare, raccontare senza comunque negare le emozioni del pubblico
- Commuoversi: il fatto che i funerali di Lady Diana sia stato un evento da milioni di telespettatori in tutto il mondo testimonia che i media sono stati in grado di intercettare sentimenti comuni e globali. Bisogna fare in modo che il giornalismo riunisca la politica ai sentimenti popolari.
- Scandalizzarsi: eventi come la morte di Lady D e il Sexgate che coinvolse il presidente Bill Clinton hanno segnato la storia dei media. In questi casi si assiste alla tabloidizzazione di un'informazione una volta seria nel nome del pettegolezzo. Si rischia così una deriva moralistica nel nome della verità e si applica un giudizio e una condanna piuttosto che svolgere una ricerca di senso.
- Indignarsi: si tratta del riflesso passivo delle paure e delle ossessioni di fronte a ciò che ci risulta sconosciuto. Spesso il tono è il melodramma locale quando invece sarebbe necessaria la tragedia.
- Compatire: di fronte alle tragedie naturali e ai conflitti i media poche volte vanno oltre l'emotività o la commozione davanti al lutto e alla catastrofe. Spesso infatti si fa fatica a restituire la complessità di un evento ma si preferisce spettacolarizzare la compassione verso le vittime.
- Interrogarsi: l'informazione deve mantenersi sempre agganciata alla ragione e alla ricerca di senso anche quando la forza delle pulsioni tende a schiacciare la comunicazione. Bisogna ostinarsi a cercare la forza dei conformismi ideologici e la perseveranza delle bugie del potere e dei suoi apparati propagandistici.

## Edizioni
- (EN) Edward S. Herman e Noam Chomsky, Manufacturing Consent: The Political Economy of The Mass Media, Prima edizione in lingua originale, New York, Phanteon Books, 1988, ISBN 0679720340.
- Edward Herman e Noam Chomsky, La Fabbrica del Consenso: La politica e i Mass Media., traduzione di Stefano Rini, Con il saggio: Lo Specchio in Pezzi di Alberto Leiss e Letizia Paolozzi, Prima edizione italiana, Milano, Marco Tropea, 1998,  p. 501, ISBN 8843801783.
- Edward Herman e Noam Chomsky, La Fabbrica del Consenso: la politica e i mass media, traduzione di Stefano Rini, con il saggio Lo Specchio in Pezzi di Alberto Leiss e Letizia Paolozzi, Milano, Il Saggiatore, 2023,  p. 512, ISBN 9788842833437.